# 9. November
Der 9. November ist der 313. Tag des gregorianischen Kalenders (der 314. in Schaltjahren), somit bleiben 52 Tage bis zum Jahresende.
Da auf dieses Datum eine Reihe von Ereignissen fällt, die in der Geschichte Deutschlands Wendepunkte markierten, wird der 9. November auch als „Schicksalstag der Deutschen“ bezeichnet.

## Ereignisse

### Politik und Weltgeschehen
- 1313: In der Schlacht von Gammelsdorf setzt sich der spätere Kaiser Ludwig der Bayer gegen seinen Vetter Friedrich den Schönen durch und erhält damit die Vormundschaft über die jugendlichen Herzöge von Niederbayern.
- 1330: Die Schlacht bei Posada beginnt, in der die Walachen unter Basarab I. die Ungarn unter Karl I. schlagen.
- 1620: Der böhmische König Friedrich I. flieht einen Tag nach der Niederlage seiner Truppen in der Schlacht am Weißen Berg aus Prag nach Breslau.
- 1729: Mit dem Vertrag von Sevilla wird der Englisch-Spanische Krieg beendet.
- 1749: In der Schlacht von Penfui auf der Insel Timor bezwingen niederländische Soldaten und ihre Verbündeten eine portugiesische Streitmacht samt den verbündeten Topasse. In der Folge übernehmen die Niederländer die Herrschaft auf dem Westteil der Insel, was die Teilung Timors begründet.

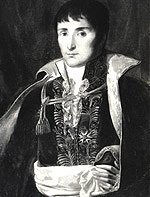
1799: Lucien Bonaparte

- 1799: Am 18. Brumaire VIII führt Napoleon Bonaparte mit Unterstützung seines Bruders Lucien einen Staatsstreich durch und beendet damit offiziell die Französische Revolution. Die Mitglieder des Direktoriums treten entweder zurück oder werden abgesetzt und verhaftet.
- 1848: Revolution von 1848/1849 im Kaisertum Österreich: Robert Blum, demokratischer Abgeordneter der Frankfurter Nationalversammlung, wird nach der Niederschlagung des Oktoberaufstands von Wien im Rahmen der Märzrevolution unter Missachtung seiner Abgeordnetenimmunität von einem Hinrichtungskommando erschossen.
- 1867: Tokugawa Yoshinobu, der 15. und letzte Shōgun des Tokugawa-Shogunats in Japan, dankt ab.
- 1906: Theodore Roosevelt unternimmt als erster amtierender US-Präsident eine Auslandsreise, die ihn zum im Bau befindlichen Panamakanal führt. Der Präsident wird von seiner Frau Edith begleitet.
- 1914: Der seit Monaten im Kreuzerkrieg im Indischen Ozean äußerst erfolgreich operierende Kleine Kreuzer der deutschen Kaiserlichen Marine Emden wird im Seegefecht bei den Kokosinseln kampfunfähig gemacht.

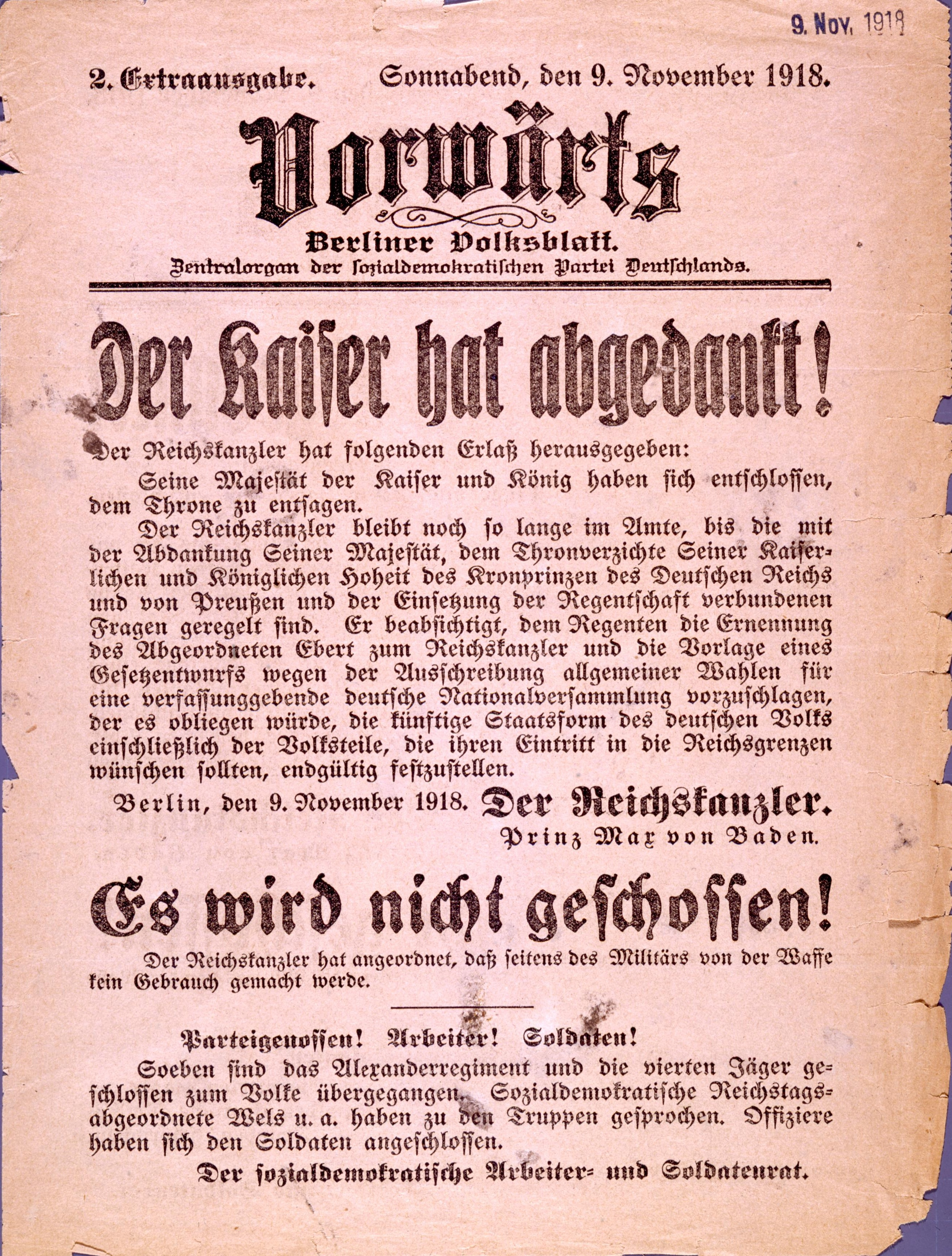
1918: Ausgabe des Vorwärts zur Abdankung des deutschen Kaisers

- 1918: Novemberrevolution: Reichskanzler Max von Baden verkündet eigenmächtig die Abdankung von Kaiser Wilhelm II. und betraut Friedrich Ebert mit den Amtsgeschäften. Der Sozialdemokrat Philipp Scheidemann ruft gegen 14 Uhr vom Reichstagsgebäude die „deutsche Republik“ aus. Zwei Stunden später verkündet der Spartakist Karl Liebknecht vom Berliner Stadtschloss aus die „deutsche Räterepublik“.

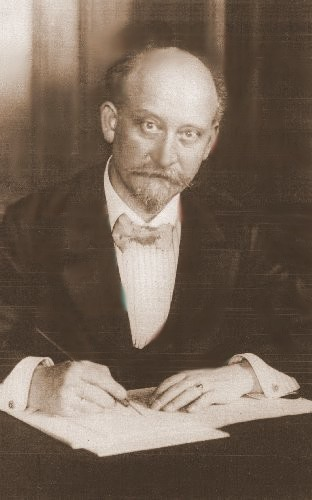
1918: Philipp Scheidemann

- 1918: Karl Liebknecht und Rosa Luxemburg gründen in Berlin die Zeitung Die Rote Fahne als Organ des Spartakusbundes.
- 1923: Der Hitler-Ludendorff-Putsch wird von der Bayerischen Landespolizei vor der Feldherrnhalle in München blutig niedergeschlagen, nachdem der Bayerische Ministerpräsident Gustav Ritter von Kahr über den Rundfunk seine Unterstützung für den Putsch zurückgenommen und die Auflösung der NSDAP erklärt hat.
- 1925: Hitler ordnet auf dem NSDAP-Parteitag die Umbenennung des im April gegründeten Sturmkommandos in Schutzstaffel (SS) an.
- 1930: Bei der letzten österreichischen Nationalratswahl der Ersten Republik werden die Sozialdemokraten stimmen- und mandatsstärkste Partei.
- 1932: Bei den Unruhen von Genf 1932 erschießen Soldaten der Schweizer Armee dreizehn Demonstrierende bei einer antifaschistischen Kundgebung und verletzen sechzig schwer.

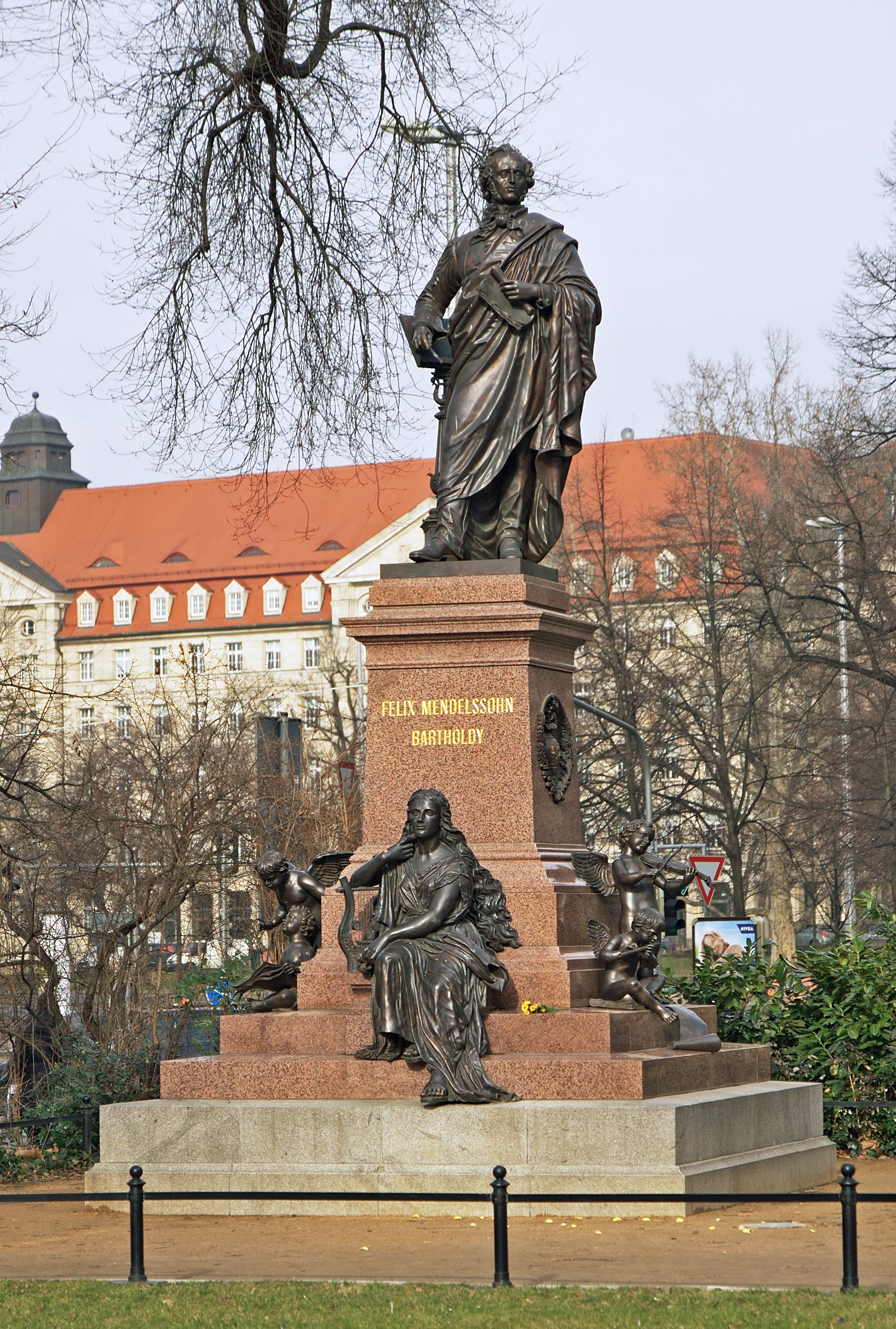
1936: Mendelssohn-Denkmal

- 1936: In der Nacht vom 9. zum 10. November entfernen die Nationalsozialisten das Denkmal des Komponisten Felix Mendelssohn Bartholdy vor dem Leipziger Gewandhaus. Der Leipziger Oberbürgermeister Carl Friedrich Goerdeler, der sich zu diesem Zeitpunkt auf einer Auslandsreise befindet, erklärt daraufhin unter Protest seinen Rücktritt.

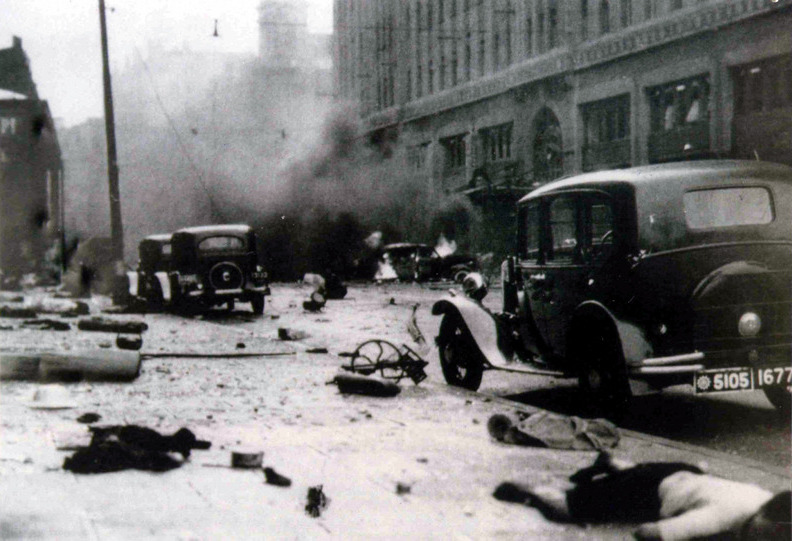
1937: Nach der Schlacht um Shanghai

- 1937: Die japanischen Invasionstruppen gewinnen im Zweiten Japanisch-Chinesischen Krieg die Schlacht um Shanghai und erlangen damit die Kontrolle über die eroberte chinesische Hafenstadt.
- 1938: Pogromnacht: Im Deutschen Reich kommt es reichsweit zu organisierten Übergriffen gegen Juden und jüdische Einrichtungen, bei denen unter anderem Synagogen in Brand gesteckt werden. Polizei und Feuerwehr haben Weisung, nur nichtjüdisches Eigentum zu schützen.
- 1939: Kurz nach Ausbruch des Zweiten Weltkriegs werden zwei Offiziere des britischen Secret Intelligence Service, Richard Henry Stevens und Sigismund Payne Best, im niederländischen Venlo von einem SS-Sonderkommando unter Alfred Naujocks entführt, nachdem sich deutsche Geheimagenten unter Walter Schellenberg für Widerstandskämpfer ausgegeben haben. Der Venlo-Zwischenfall macht große Teile des britischen Spionagenetzes in Europa praktisch wertlos und liefert Hitler eine Rechtfertigung für den Einmarsch in die Niederlande im Mai 1940.
- 1949: Die Außenminister der USA, Großbritanniens und Frankreichs beschließen die Aufnahme von Verhandlungen mit der Bundesrepublik Deutschland, die schließlich zum Petersberger Abkommen führen.
- 1953: Durch den Austritt aus der Union française erlangt Kambodscha die vollständige Unabhängigkeit von Frankreich.
- 1955: Das deutsche Bundesverfassungsgericht urteilt, dass in Deutschland lebende Österreicher, die mit dem Anschluss 1938 die deutsche Staatsbürgerschaft bekamen, diese mit der Souveränität Österreichs wieder verloren haben.

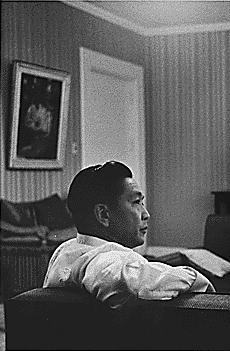
1965: Ferdinand Marcos

- 1965: Auf den Philippinen gewinnt Ferdinand Marcos die Präsidentschaftswahlen gegen Amtsinhaber Diosdado Macapagal.
- 1967: Bei der feierlichen Amtseinführung des neuen Rektors der Hamburger Universität entfalten Studenten ein Transparent mit dem Spruch Unter den Talaren – Muff von 1000 Jahren, der zum Symbol der 68er-Bewegung werden wird.
- 1969: Die linksterroristische Organisation Tupamaros West-Berlin platziert eine Bombe im Jüdischen Gemeindehaus in Berlin. Die Bombe explodiert jedoch nicht.
- 1974: Nach 58 Tagen Hungerstreik stirbt RAF-Mitglied Holger Meins in der Justizvollzugsanstalt Wittlich.
- 1975: Auf der sowjetischen Fregatte Storoschewoi kommt es zu einer Meuterei, die nach einigen Tagen mit Androhung von Waffengewalt durch andere Einheiten der Baltischen Flotte unterdrückt wird.
- 1977: Mitglieder der Bewegung 2. Juni unter der Führung von Thomas Gratt entführen in Wien den Industriellen Walter Michael Palmers, Leiter der Palmers Textil AG, um Geld für die Stadtguerilla zu beschaffen.
- 1982: Die zuvor per Volksabstimmung gebilligte neue türkische Verfassung tritt in Kraft; der durch den Militärputsch 1980 an die Macht gekommene General Kenan Evren wird für eine Sieben-Jahres-Periode Staatspräsident.

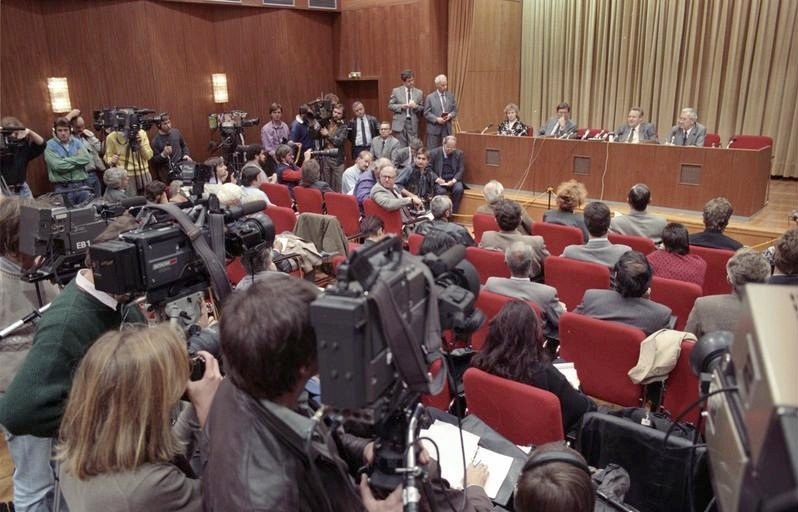
1989: Pressekonferenz mit Günter Schabowski

- 1989: Fall der Berliner Mauer: Nachdem SED-Politbüromitglied Günter Schabowski auf einer im DDR-Fernsehen übertragenen Pressekonferenz die Gewährung von Reisefreiheit bekanntgegeben und die Nachfrage nach dem Beginn dieser Regelung um 18:57 Uhr mit „Das tritt nach meiner Kenntnis… ist das sofort, unverzüglich“ beantwortet hatte, strömen Tausende zu den Grenzübergangsstellen: Beginnend mit dem Übergang Bornholmer Straße öffnen sich für die DDR-Bürger damit die Berliner Mauer und die anderen innerdeutschen Grenzen.
- 1990: Nach Zweitauszählung der irischen Präsidentenwahl zwei Tage zuvor wird der Wahlsieg von Mary Robinson bekannt gegeben. Sie wird als erste Präsidentin Irlands am 3. Dezember in ihr Amt eingeführt.
- 1990: Erst auf massiven Druck aus dem Ausland erfolgt in Nepal die Einführung einer demokratischen Verfassung durch König Birendra.
- 1992: Der 1990 von den Mitgliedstaaten der NATO und des Warschauer Paktes unterzeichnete Vertrag über Konventionelle Streitkräfte in Europa (KSE-Vertrag) tritt in Kraft.
- 1993: Die 1566 erbaute Stari most (dt.: Alte Brücke), das Wahrzeichen der Stadt Mostar in Bosnien-Herzegowina, stürzt nach andauerndem Beschuss durch die kroatische Armee ein.
- 2000: Uttarakhand wird (zunächst unter dem Namen Uttaranchal) neuer Bundesstaat Indiens.
- 2001: Nach den Terroranschlägen vom 11. September 2001 beschließt der Deutsche Bundestag das Anti-Terror-Gesetz, in dem unter anderem das Religionsprivileg im Vereinsrecht abgeschafft wird, um das Verbot radikaler, vor allem islamistischer Gemeinschaften zu ermöglichen.
- 2007: Der Deutsche Bundestag verabschiedet mit 366 zu 156 Stimmen (bei zwei Enthaltungen) das umstrittene Gesetz zur Vorratsdatenspeicherung.
- 2012: David Petraeus, Chef des Geheimdienstes CIA, tritt nach Bekanntwerden einer außerehelichen Liebesbeziehung von seinem Amt zurück.

### Wirtschaft
- 1965: Ein großflächiger Stromausfall legt das Leben im Nordosten der Vereinigten Staaten und auch in Teilen Kanadas über Stunden hinweg lahm. Der Blackout beeinflusst den Tagesablauf von etwa 30 Millionen Menschen.
- 1997: In Großbritannien geht BBC News 24 auf Sendung.

### Wissenschaft und Technik

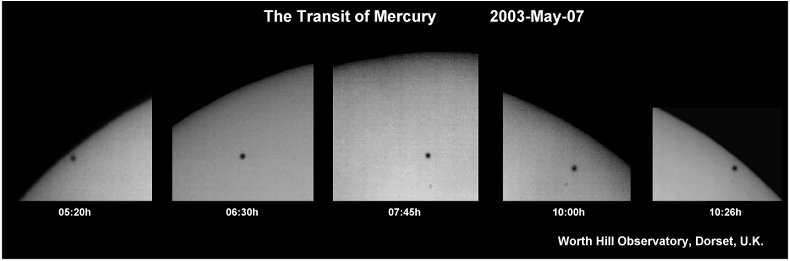
Merkurtransit im Jahr 2003

- 1802: Alexander von Humboldt beobachtet in der peruanischen Hafenstadt Callao einen Merkurtransit.
- 1967: Beim ersten Start einer Saturn V-Rakete wird unter anderem der Hitzeschutzschild von Apollo 4 getestet.
- 1991: In der Forschungsanlage Joint European Torus (JET) wird der erste nennenswerte Erfolg bei der Energieerzeugung mittels Kernfusion erzielt. Für zwei Sekunden wird ein energielieferndes Plasma hergestellt.
- 1994: Der Gesellschaft für Schwerionenforschung gelingt es erstmals, das später Darmstadtium genannte Element 110 durch Verschmelzung eines Blei- und eines Nickel-Atomkerns zu erzeugen.
- 2005: Die ESA-Raumsonde Venus Express startet vom kasachischen Weltraumbahnhof Baikonur zur Venus.

### Kultur
- 1732: Am Wiener Hoftheater findet die Uraufführung der Oper Adriano in Siria von Antonio Caldara statt.
- 1831: In Prag erfolgt die Uraufführung von Conradin Kreutzers Oper Die Jungfrau.
- 1843: Das Thalia Theater, Hamburgs ältestes Theater, wird gegründet.
- 1859: Im deutschsprachigen Raum und darüber hinaus wird der zweite Tag des dreitägigen Schillerfestes begangen.
- 1881: Das 2. Klavierkonzert von Johannes Brahms, eines der längsten bis dahin komponierten Konzerte, wird in Budapest uraufgeführt.
- 1896: In Helsinki erfolgt die Uraufführung von Jean Sibelius’ Oper Jungfru i Tornet (Die Jungfrau im Turm).
- 1911: An der Wiener Hofburg wird Julius Bittners Oper Der Bergsee uraufgeführt.
- 1914: Am Johann Strauß-Theater in Wien erfolgt die Uraufführung der Operette Rund um die Liebe von Oscar Straus.
- 1926: An der Dresdner Staatsoper findet die Uraufführung von Paul Hindemiths Oper Cardillac unter der musikalischen Leitung von Fritz Busch statt. Die Oper mit dem Libretto von Ferdinand Lion nach der Novelle Das Fräulein von Scuderi von E. T. A. Hoffmann mit Robert Burg in der Hauptrolle wird von der Kritik verrissen.
- 1930: In Düsseldorf wird Manfred Gurlitts Oper Soldaten uraufgeführt.
- 1967: In den USA erscheint die erste Ausgabe der Musikzeitschrift Rolling Stone.
- 1967: In dem französischen Comicmagazin Pilote erscheint die erste Folge der ersten Valérian-Geschichte.
- 1999: Der Fernwehpark Hof Signs of Fame, eine Sammlung von Schildern aus aller Welt in der deutschen Stadt Hof an der Saale, wird der Öffentlichkeit zugänglich gemacht.

### Gesellschaft
- 1888: Jack the Ripper ermordet in Whitechapel mit Mary Jane Kelly sein fünftes und wahrscheinlich letztes Opfer.
- 1897: In Köln gründet Lorenz Werthmann den Charitasverband für das katholische Deutschland.
- 1907: Als Zeichen des Dankes und der Wertschätzung der Kolonie Transvaal in Südafrika, der kurz zuvor die innere Selbstverwaltung zugestanden worden ist, wird dem britischen König Eduard VII. anlässlich seines 66. Geburtstags der 3106 Karat schwere Rohdiamant Cullinan überreicht.
- 1953: In der Treppenstraße in Kassel wird die erste Fußgängerzone Deutschlands eröffnet.
- 1971: John List ermordet seine gesamte Familie bestehend aus seiner Frau, seiner Mutter und seinen drei Kindern
- 1983: In Amsterdam werden der Vorstandschef der Brauerei Heineken, Alfred Heineken, und sein Fahrer entführt. Die Täter erpressen umgerechnet fast 16 Millionen D-Mark Lösegeld. Nach dreiwöchiger Gefangenschaft kann die Polizei die beiden Männer befreien.
- 1985: Die sogenannte Killerbande von Brabant verübt ihren letzten und schwersten Überfall auf einen Supermarkt im belgischen Aalst, der acht Todesopfer fordert.

### Religion
- 0235: Der am 28. September als Papst zurückgetretene Pontianus wird in einem Steinbruch auf Sardinien erschlagen.
- 0324: Papst Silvester I. weiht gemäß der Überlieferung die Lateranbasilika ein, wessen als Weihetag der Lateranbasilika gedacht wird.
- 1732: Alfonso Maria de Liguori, der später zum Kirchenlehrer erhobene italienische Priester, gründet in Scala die Kongregation des Heiligsten Erlösers und damit die Ordensgemeinschaft der Redemptoristen.

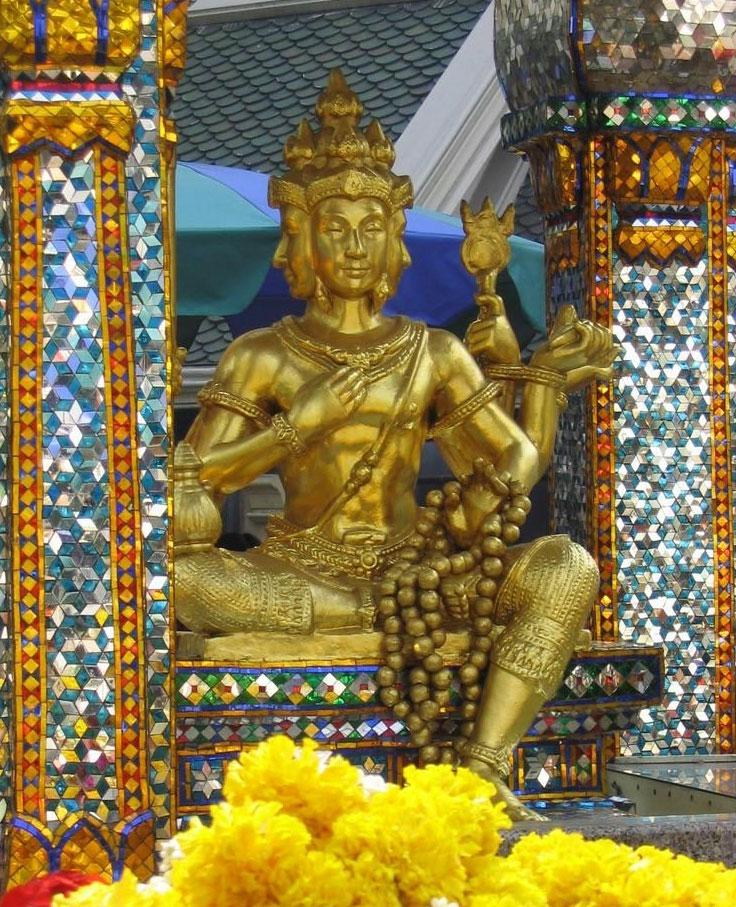
1956: Brahma-Statue im Erawan-Schrein

- 1956: In Bangkok wird dem Hindu-Gott Brahma der Erawan-Schrein geweiht, um eine Serie von Unglücksfällen beim Bau eines Hotels zu beenden.
- 1986: Teoctist I. wird zum Patriarchen der rumänischen orthodoxen Kirche gewählt.
- 2006: Drei Jahre nach der Grundsteinlegung für das Jüdische Zentrum der Israelitischen Kultusgemeinde München und Oberbayern wird Münchens neue Hauptsynagoge feierlich eröffnet.

### Katastrophen
- 1872: In Boston bricht ein Großbrand aus, der im Laufe der Nacht nahezu die gesamte Bostoner Innenstadt zerstört. Mindestens 20 Menschen kommen ums Leben, der Schaden beträgt rund 73 Millionen US-Dollar.

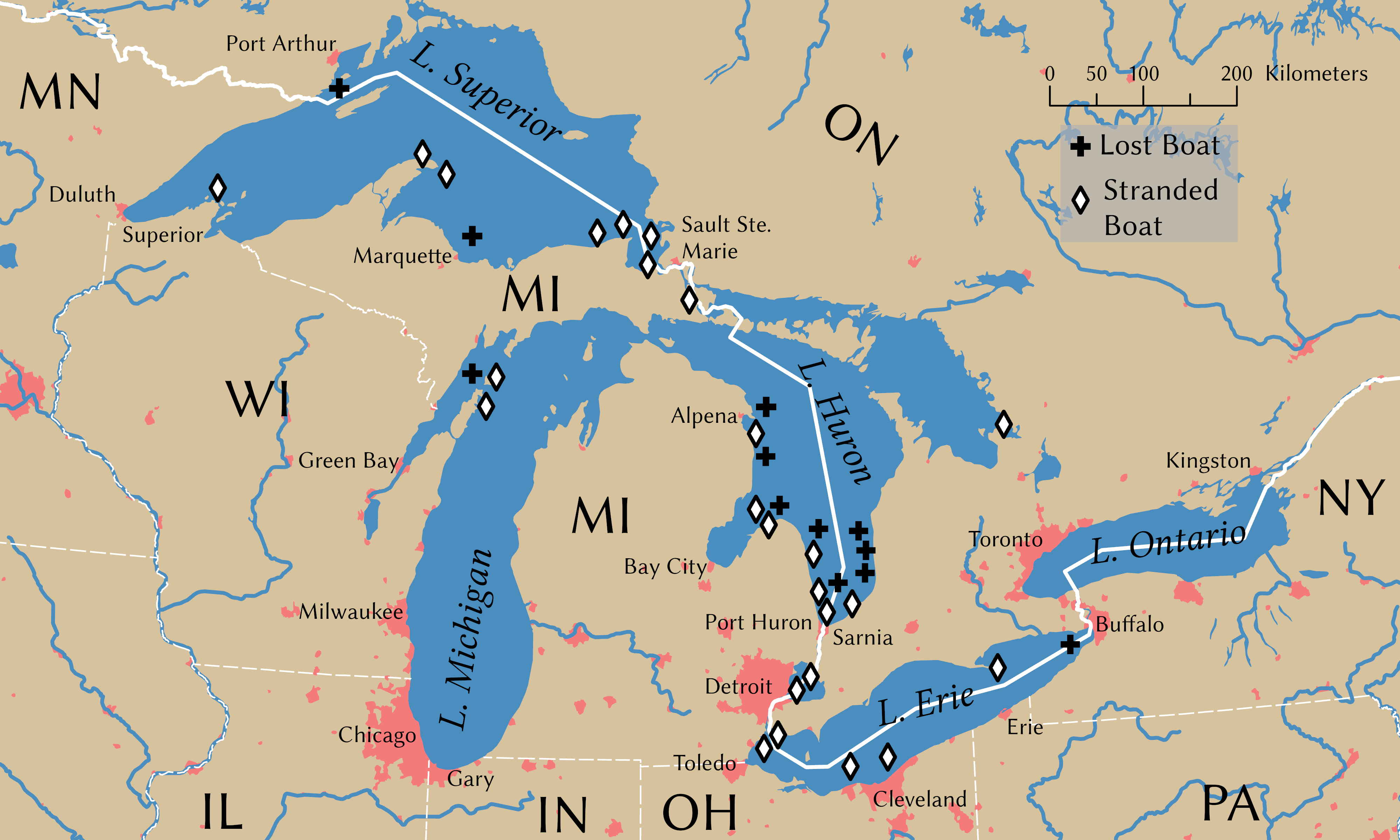
1913: Positionen von Wracks nach dem Sturm

- 1913: Die als Great Lakes Storm of 1913 bezeichnete folgenschwerste Naturkatastrophe im Gebiet der Großen Seen erreicht ihre intensivste Phase. Ein Blizzard mit hohen Windgeschwindigkeiten richtet schwere Schäden an, verursacht mehrere Schiffsuntergänge und kostet eine Vielzahl von Menschenleben.
- 1963: Eine Kohlenstaubexplosion im Mitsui Miiki-Bergwerk in Ōmuta kostet 458 Menschen das Leben, 555 werden in der schwersten Bergwerkskatastrophe nach dem Krieg in Japan verletzt.

Kleinere Unglücksfälle sind in den Unterartikeln von Katastrophe und in der Liste von Katastrophen aufgeführt.

### Sport
- 1985: Der Russe Garri Kasparow wird der dreizehnte und bis dahin jüngste Weltmeister der Schachgeschichte, in Moskau besiegt er in einem Wettkampf über 24 Partien mit 5:3 Siegen bei 16 Remisen Titelverteidiger Anatoli Karpow.
- 1999: Das Landgericht Essen verurteilt vier deutsche Hooligans wegen des brutalen Überfalls auf den französischen Gendarmen Daniel Nivel während der Fußballweltmeisterschaft 1998 zu Haftstrafen von dreieinhalb bis zehn Jahren.

Einträge von Leichtathletik-Weltrekorden befinden sich unter der jeweiligen Disziplin unter Leichtathletik.

## Geboren

### Vor dem 17. Jahrhundert
- 0955: Gyeongjong, 5. König des koreanischen Königreichs Goryeo
- 1389: Isabelle de Valois, französische Prinzessin und Königin von England
- 1414: Albrecht Achilles, deutscher Adliger und Kurfürst von Brandenburg
- 1455: Johann V., deutscher Adliger und Graf von Nassau-Dillenburg
- 1467: Karl von Egmond, Herzog von Geldern
- 1522: Martin Chemnitz, deutscher lutherischer Theologe
- 1541: Menso Alting, deutscher Prediger und Theologe der Reformationszeit
- 1541: Virgil Pingitzer, deutsch-österreichischer Rechtswissenschaftler
- 1542: Anders Sørensen Vedel, dänischer Historiker
- 1566: Christian, Herzog zu Braunschweig und Lüneburg, Fürst von Lüneburg
- 1573: Ambrosius Schlumpf, Schweizer Bürgermeister
- 1577: Rudolf Amsinck, deutscher Kaufmann und Hamburger Ratsherr
- 1581: Levin von der Schulenburg, Landrat im Fürstentum Anhalt
- 1588: Bénédict Turrettini, Schweizer Theologe
- 1590: Johann Matthäus Meyfart, deutscher lutherischer Theologe, Pädagoge und Kämpfer gegen die Hexenverfolgungen
- 1596: Andreas Virginius, deutschbaltischer Theologe und lutherischer Bischof von Estland

### 17. und 18. Jahrhundert
- 1601: Friedrich Wilhelm, Herzog von Teschen
- 1606: Christoph Althofer, deutscher lutherischer Theologe
- 1606: Hermann Conring, deutscher Universalgelehrter
- 1610: Hermannus Koelte, Zisterziensermönch und Abt des Klosters Marienfeld
- 1636: Jakob Andreas Crusius, deutscher Jurist
- 1654: Christoph Weigel der Ältere, deutscher Kupferstecher, Kunsthändler und Verleger
- 1664: Johannes Speth, deutscher Organist
- 1668: Margaretha Theodora Agnes von Velen, Äbtissin im Stift Nottuln
- 1671: Hermann Dietrich Meibom, deutscher Jurist, Historiker und Hochschullehrer
- 1674: Johann Adalbert Angermayer, deutsch-böhmischer Maler
- 1681: Johann Wilhelm Jahn, deutscher Theologe und Historiker
- 1683: Georg II., König von Großbritannien und Irland, Kurfürst von Braunschweig-Lüneburg
- 1691: Christoph Langhansen, deutscher Mathematiker und lutherischer Theologe
- 1695: Joseph Stammel, österreichischer Bildhauer
- 1697: Claudio Casciolini, italienischer Komponist
- 1706: Georg August von Wangenheim, braunschweig-lüneburgischer General
- 1717: Friedrich, Herzog von Mecklenburg-Schwerin
- 1721: Mark Akenside, englischer Arzt und Dichter
- 1723: Amalie von Preußen, deutsche Prinzessin und Komponistin, Schwester Friedrichs des Großen, Äbtissin des Stifts Quedlinburg
- 1730: Charles de Wailly, klassizistischer französischer Architekt
- 1732: Franz Ignaz Seuffert, deutscher Orgelbauer
- 1735: Karl Wilhelm, Fürst von Nassau-Usingen und Nassau-Saarbrücken
- 1739: Henrik Gabriel Porthan, finnischer Geschichtsforscher
- 1744: Johann Michael Söckler, deutscher Kupferstecher
- 1746: Elisabeth Christine Ulrike von Braunschweig-Wolfenbüttel, Kronprinzessin von Preußen
- 1750: Johann Wilhelm Fuhrmann, deutscher evangelischer Theologe und Hochschullehrer
- 1754: Pierre Philippeaux, französischer Jurist und Politiker, Mitglied des Nationalkonvents
- 1755: Franz Gallus Sündermahler, deutscher Jurist und Beamter
- 1780: Martin Anwander, österreichischer Orgelbauer
- 1788: Ernst Gottlob Jäkel, deutscher Pädagoge und Philologe
- 1795: James Barry, irischer Arzt, führte den ersten Kaiserschnitt im gesamten Afrika durch, bei dem Mutter und Kind überlebten
- 1800: Emanuel Arnold, böhmischer Politiker und Revolutionär

### 19. Jahrhundert

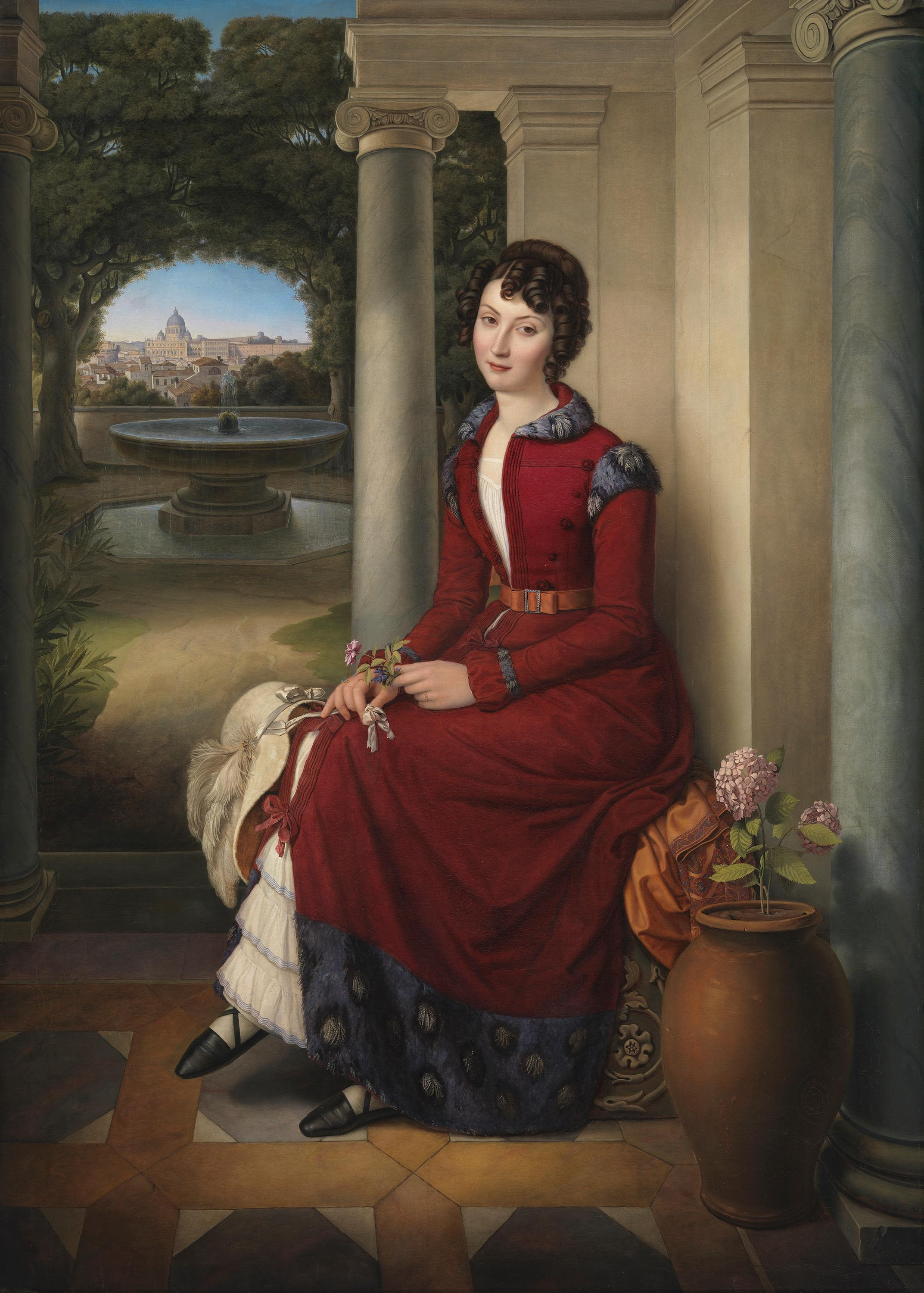
Marchesa Florenzis (* 1802)

- 1802: Marianna Marchesa Florenzi, italienische Philosophin
- 1807: Otto Speckter, deutscher Zeichner und Radierer
- 1810: Thomas Bragg, US-amerikanischer Politiker, Gouverneur von North Carolina, Senator, Justizminister der Konföderierten Staaten
- 1810: Bernhard von Langenbeck, deutscher Chirurg
- 1811ː Friederike von Schleswig-Holstein-Sonderburg-Glücksburg, Herzogin von Anhalt-Bernburg
- 1812: Paul Abadie, französischer Baumeister und Restaurator
- 1818: Iwan Sergejewitsch Turgenew, russischer Schriftsteller
- 1819: Annibale De Gasparis, italienischer Astronom
- 1821: Rudolf Hoyos, österreichischer Dichter und Kunstsammler
- 1831: Henry du Pré Labouchère, britischer Politiker
- 1832: Émile Gaboriau, französischer Schriftsteller
- 1835: Davorin Jenko, slowenischer Komponist und Dirigent

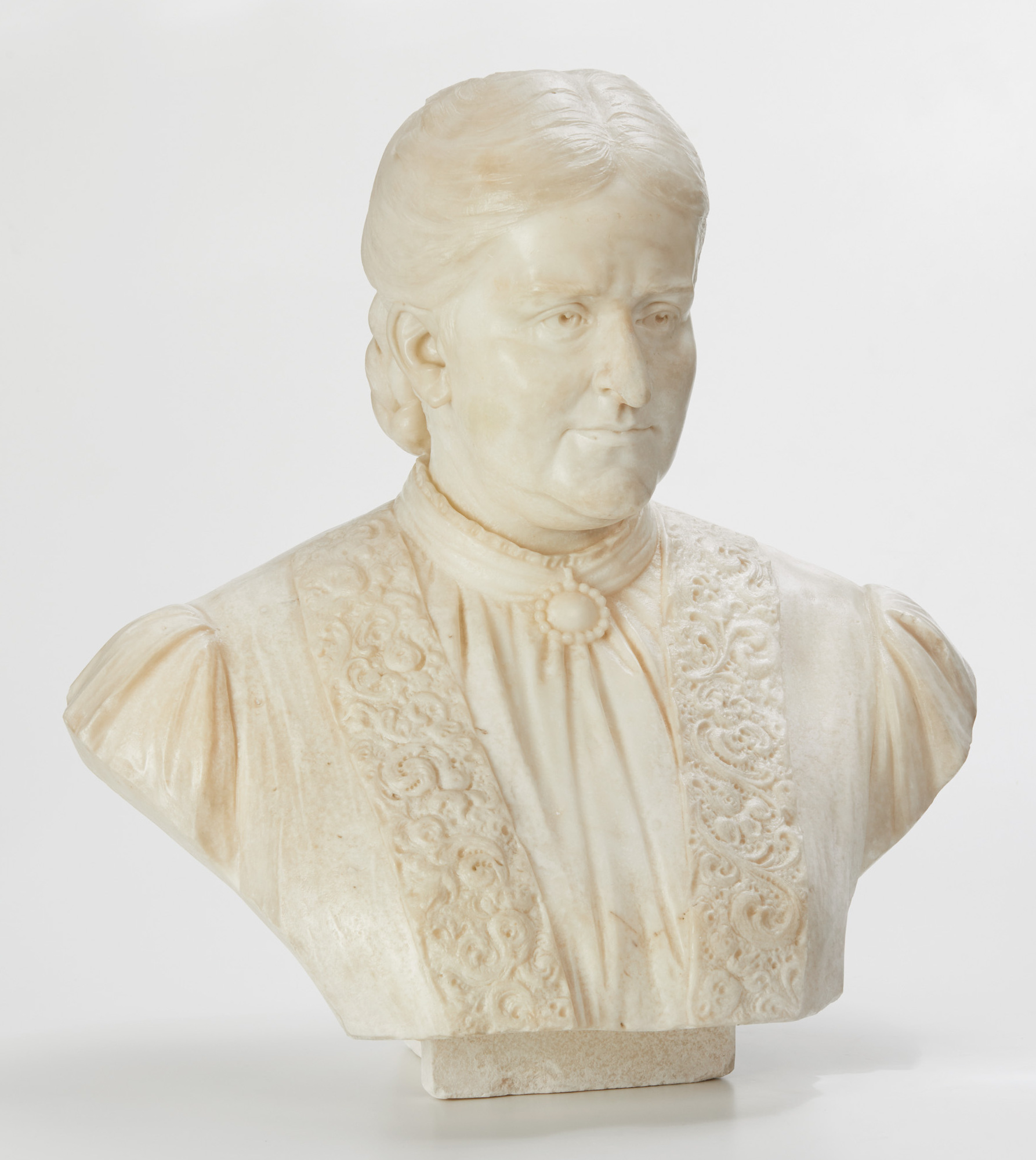
Hannah Louise von Rothschild (* 1850)

- 1836: Elemér Szentirmay, ungarischer Komponist
- 1837: Alfred Holmes, englischer Geiger und Komponist
- 1841: Eduard VII., britischer König
- 1850ː Hannah Luise von Rothschild, Mitglied der Rothschild-Familie und bedeutende Stifterin
- 1858: John Stromberg, kanadischer Komponist, Pianist und Dirigent
- 1859: Håkon Løken, norwegischer Jurist, Journalist und Politiker
- 1860: Karl Friedrich Gegauf, Schweizer Unternehmer, Gründer der Bernina Nähmaschinenfabrik
- 1861: Victor Charbonnet, Schweizer Ingenieur und freisinniger Politiker
- 1863: Paul Sprigade, deutscher Kartograf
- 1864: Paul Sérusier, französischer Maler
- 1866: Ferdinand Hanusch, österreichischer Sozialreformer
- 1868: Marie Dressler, kanadische Schauspielerin
- 1871: Hans Angerer, österreichischer Gymnasialprofessor, Geologe und Politiker, LAbg, Mitglied der Konstituierenden Nationalversammlung, Abgeordneter zum Nationalrat, Landesrat von Kärnten
- 1872: Raissa Adler, österreichische Frauenrechtlerin
- 1873: Tadeusz Miciński, polnischer Schriftsteller
- 1873: Fritz Thyssen, deutscher Unternehmer
- 1874: Walter Rothkegel, deutscher Bodenkundler und Taxwissenschaftler
- 1875: Rudolf von Sebottendorf, deutscher Abenteurer, Okkultist, Verleger und Antisemit, Gründer der Thule-Gesellschaft
- 1876ː Annemarie von Auerswald, deutsche Stiftdame, Schriftstellerin und Museumsleiterin
- 1876: Henri Gout, französischer Politiker
- 1876ː Josefine Welsch, österreichische Politikerin (SDAP)
- 1878: Álvaro de Castro, portugiesischer Militär und Politiker, Ministerpräsident
- 1880: Albert Clément, französischer Autorennfahrer
- 1880: Jordan Jowkow, bulgarischer Schriftsteller
- 1880: Rudolf Karel, tschechischer Komponist
- 1882: Roy E. Ayers, US-amerikanischer Jurist und Politiker, Mitglied des Repräsentantenhauses, Gouverneur von Montana
- 1883: Charles Demuth, US-amerikanischer Maler
- 1884: Vincenz Duncker, deutscher Leichtathlet, Olympiamedaillengewinner
- 1885: Hermann Weyl, deutscher Mathematiker
- 1887: Gertrude Astor, US-amerikanische Schauspielerin
- 1888: Jean Monnet, französischer Unternehmer und Politiker, erster Präsident der Europäischen Kommission (EGKS), „Vater Europas“
- 1889ː Lili Frankenstein, deutsche Klassische Archäologin und Gymnasiallehrerin, Opfer der Shoa
- 1889: Snub Pollard, australischer Schauspieler
- 1891: Theodor Geiger, deutscher Soziologe
- 1892: Erich Auerbach, deutscher Literaturwissenschaftler und Romanist
- 1892: Otto Mauthe, deutscher Gynäkologe und Beamter
- 1892: Mabel Normand, US-amerikanische Schauspielerin
- 1893: Ena Rottenberg, ungarisch-österreichische Kunstgewerblerin, Glasmalerin und Keramikerin
- 1896: Michailo Werikiwski, ukrainischer Komponist
- 1897: Arthur Jensen, dänischer Schauspieler
- 1897: Ronald G. W. Norrish, britischer Chemiker, Nobelpreisträger
- 1897: Wilhelm Waldstein, österreichischer Schriftsteller, Komponist und Pädagoge
- 1899: Mezz Mezzrow, US-amerikanischer Jazz-Sopransaxophonist und Klarinettist

### 20. Jahrhundert

#### 1901–1925
- 1901: Eduard Marks, deutscher Schauspieler, Schauspiellehrer und Hörspielsprecher
- 1902: Anthony Asquith, britischer Filmregisseur
- 1902: Bernd Eistert, deutscher Chemiker
- 1903: Carlo Hemmerling, Schweizer Komponist, Pianist und Organist
- 1904: Karl Adolphs, deutscher Politiker
- 1904: Viktor Brack, deutscher SS-Offizier, Mitorganisator der NS-Euthanasiemorde (Aktion T4) und Kriegsverbrecher
- 1905: Friedrich Arndt, deutscher Puppenspieler, Autor, Regisseur und Hörspielsprecher

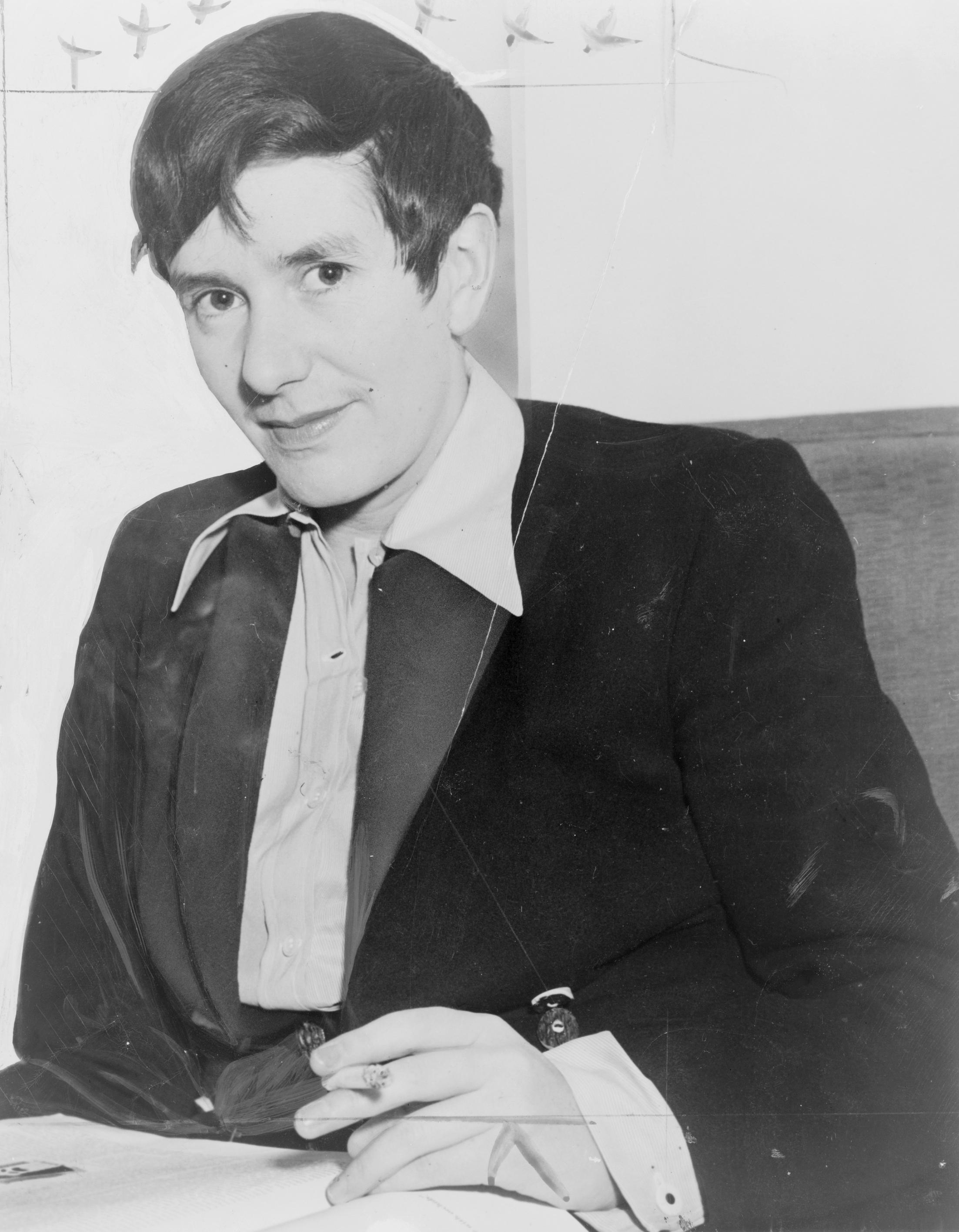
Erika Mann (* 1905)

- 1905: Erika Mann, deutsche Schauspielerin, Kabarettistin, Schriftstellerin und Lektorin
- 1905: Athos Querzola, französischer Autorennfahrer
- 1906: Pete Brown, US-amerikanischer Jazzmusiker
- 1906: Ton Kotter, niederländischer Blasmusikkomponist und Dirigent
- 1907: Burrill Phillips, US-amerikanischer Komponist und Musikpädagoge
- 1907: Louis Ferdinand Prinz von Preußen, deutscher Adliger und Chef des Hauses Hohenzollern
- 1907: Erich Wustmann, deutscher Völkerkundler und Reiseschriftsteller
- 1909: Mirza Nasir Ahmad, 3. Khalifat ul-Massih
- 1909: Kay Thompson, US-amerikanische Sängerin, Schauspielerin und Schriftstellerin
- 1910: Günter von Drenkmann, deutscher Richter
- 1910: Georg Meier, deutscher Auto- und Motorradrennfahrer
- 1911: Kaj Franck, finnischer Designer
- 1911: Ed Kahn, US-amerikanischer American-Football-Spieler
- 1911: Lu Säuberlich, deutsche Schauspielerin
- 1912ː Trude Wollschläger, deutsche Schwimmerin
- 1913: Sepp Kerschbaumer, italienischer Politaktivist, Gründer des Befreiungsausschusses Südtirol
- 1913: Eva Lissa, deutsche Schauspielerin
- 1913: Günter von Roden, deutscher Historiker und Archivar

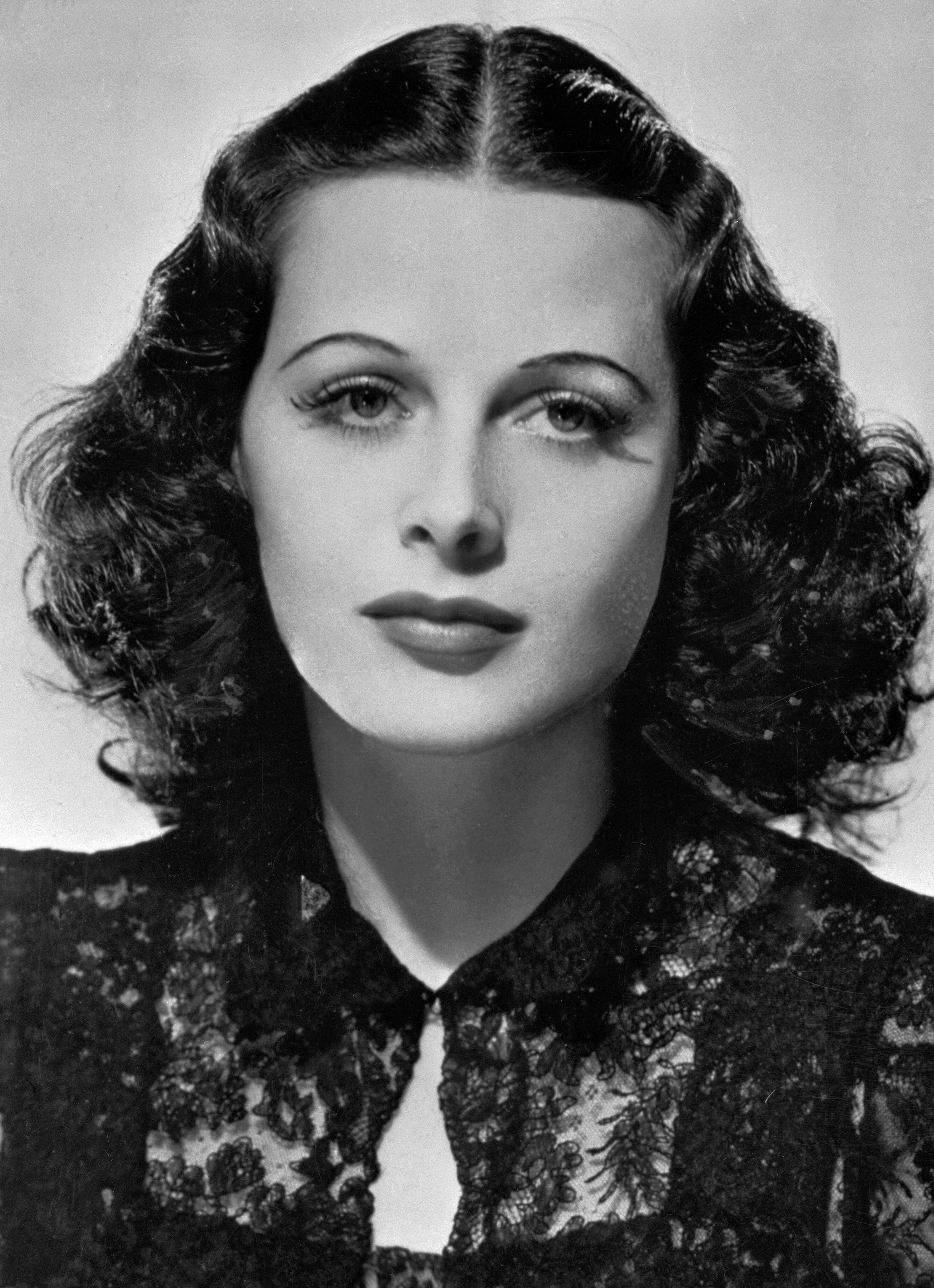
Hedy Lamarr (* 1914)

- 1914: Hedy Lamarr, österreichische Schauspielerin und Erfinderin
- 1915: Hanka Bielicka, polnische Schauspielerin
- 1916: Fernando Fernández, mexikanischer Schauspieler, Sänger, Drehbuchautor und Regisseur
- 1918: Spiro Agnew, US-amerikanischer Politiker, Gouverneur von Maryland, Vizepräsident
- 1918: Choi Hong Hi, koreanischer General und Begründer der Kampfsportart Taekwondo
- 1918: Gajane Tschebotarjan, armenische Komponistin, Musikwissenschaftlerin und Pädagogin
- 1919: Werner Eberlein, deutscher Parteifunktionär, Mitglied des Politbüros des ZK der SED, Russisch-Chefdolmetscher unter Staats- und Parteichef Walter Ulbricht
- 1919: Johann Herberger, deutscher Fußballspieler
- 1921: Pierrette Alarie, kanadische Sängerin und Gesangspädagogin
- 1921: Jan Schrumpf, niederländischer Fußballspieler
- 1922: Augusto Vargas Alzamora, peruanischer Geistlicher, Erzbischof von Lima, Kardinal
- 1922: Dorothy Dandridge, US-amerikanische Schauspielerin
- 1922: Erich Ebert, deutscher Schauspieler, Synchronsprecher, Synchronautor und Dialogregisseur
- 1922: Lauro Olmo, spanischer Schriftsteller
- 1922: Fiete Reder, deutscher Handballspieler und -trainer
- 1922: Hans-Martin Trepp, Schweizer Eishockeyspieler
- 1923: Elizabeth Hawley, US-amerikanische Journalistin und Chronistin
- 1924: Rudolf Anheuser, deutscher Basketball-Schiedsrichter
- 1924: Robert Frank, schweizerisch-amerikanischer Fotograf, Filmregisseur und Kameramann.
- 1924: Joy Page, US-amerikanische Schauspielerin
- 1925ː Eva-Johanna Hajak, deutsche Schriftstellerin
- 1925: Helmut Rohde, deutscher Politiker, MdB, MdEP, Bundesminister

#### 1926–1950
- 1926: Maria Anders, deutsche Historikerin
- 1926: Vicente Aranda, spanischer Filmregisseur
- 1926: Idrissa Arouna, nigrischer Offizier, Politiker und Diplomat
- 1926: Martin Benrath, deutscher Schauspieler
- 1926: Mary Morrison, kanadische Sängerin und Gesangspädagogin
- 1927: Felix Ghlonti, georgischer Komponist
- 1928: Werner Veigel, deutscher Journalist und Moderator
- 1928: Anne Sexton, US-amerikanische Dichterin

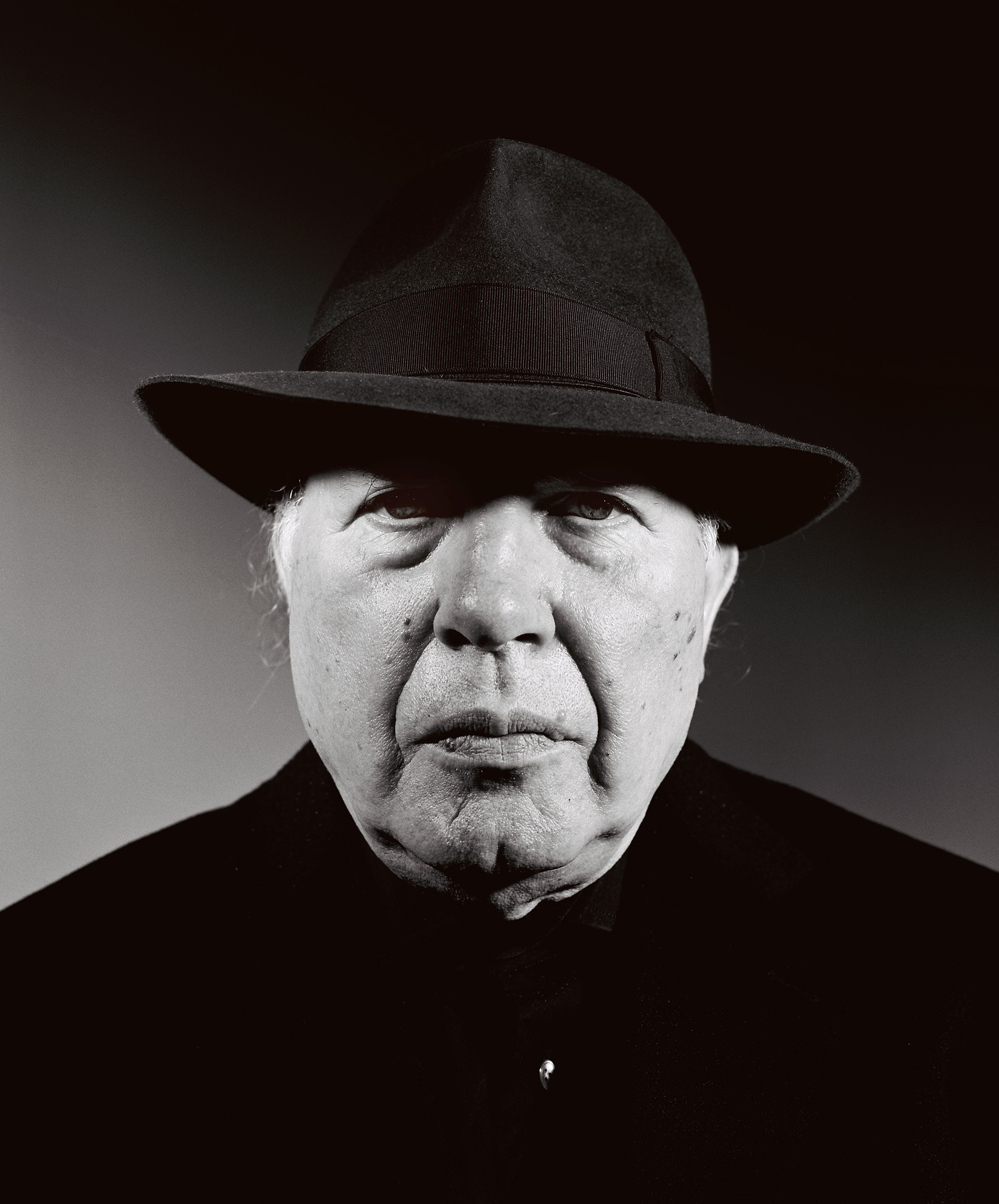
Imre Kertész (* 1929)

- 1929: Imre Kertész, ungarischer Schriftsteller, Nobelpreisträger
- 1929: Francisco Norden, kolumbianischer Filmregisseur, Drehbuchautor und Filmproduzent
- 1929: Ib Olsen, dänischer Ruderer
- 1929: Alexandra Pachmutowa, russische Komponistin
- 1931: Srđan Savić, jugoslawischer Leichtathlet
- 1931: Paolo Taviani, italienischer Regisseur
- 1934: Ingvar Carlsson, schwedischer Politiker, Premierminister
- 1934: Derval de Faria, brasilianischer Schauspieler
- 1934: Elmar Pieroth, deutscher Politiker, MdL, MdB, Landesminister
- 1934: Ronald Harwood, britischer Schriftsteller
- 1934: Carl Sagan, US-amerikanischer Astronom und Autor
- 1935: Yüksel Alkan, türkischer Fußballtorhüter
- 1935: Liane Hielscher, deutsche Schauspielerin
- 1936: Conny Freundorfer, deutscher Tischtennisspieler
- 1936: Michail Tal, russischer Schachweltmeister
- 1936: Teddy Infuhr, US-amerikanischer Schauspieler, Kinderdarsteller
- 1937: Eddie Blay, ghanaischer Boxer
- 1937: Mary Travers, US-amerikanische Sängerin
- 1937: Martin Schwab, deutscher Schauspieler
- 1938: Barbara Henniger, deutsche Karikaturistin und Buchautorin
- 1939: Ulrich Schamoni, deutscher Regisseur
- 1939: Jouni Seistamo, finnischer Eishockeyspieler
- 1939: Björn Engholm, deutscher Politiker, MdL, MdB, Bundesminister, Ministerpräsident
- 1939: József Gémes, ungarischer Animator, Filmregisseur und Drehbuchautor
- 1941: Michael Arndt, deutscher Politiker
- 1941: Tom Fogerty, US-amerikanischer Musiker (Creedence Clearwater Revival)
- 1942: Richard Greene, US-amerikanischer Geiger
- 1942: Karin Kiwus, deutsche Schriftstellerin
- 1942: Digby Martland, britischer Autorennfahrer
- 1942: Lutz Ulbricht, deutscher Ruderer
- 1943: Michael Kunze, deutscher Liedtexter und Musicalkomponist
- 1943: Bruno Stanek, Schweizer Raumfahrtexperte und Fernsehmoderator
- 1943: Günther Tietjen, deutscher Politiker, MdB
- 1944: George Armstrong, englischer Fußballspieler und -trainer
- 1944: Jörg Duppler, deutscher Marineoffizier und Militärhistoriker
- 1944: Phil May, britischer Rocksänger (The Pretty Things)
- 1944: James Talley, US-amerikanischer Musiker
- 1944: Herbert Wimmer, deutscher Fußballspieler
- 1945: Jos van Immerseel, belgischer Cembalist, Pianist und Dirigent
- 1946: Andrea Hämmerle, Schweizer Politiker
- 1947: Ursula Apitzsch, deutsche Politikwissenschaftlerin und Soziologin
- 1947: Donald Grantham, US-amerikanischer Komponist, Dirigent und Hochschullehrer
- 1948: Bille August, dänischer Regisseur
- 1948: Peter Rothenbühler, Schweizer Journalist
- 1948: Ernst Rutschmann, Schweizer Fußballspieler
- 1949: Gautam, Deutscher Bildhauer und Grafiker

#### 1951–1975
- 1951: Šarūnas Adomavičius, litauischer Diplomat, Verwaltungsjurist, Rechtswissenschaftler, Kriminologe und Politiker
- 1951: Gerry Brown, US-amerikanischer Jazzschlagzeuger
- 1951: Lou Ferrigno, US-amerikanischer Schauspieler und Bodybuilder
- 1951ː Renate Pepper, deutsche Politikerin, MdL
- 1951: Frank Sartor, australischer Politiker und Chemiker
- 1952: Andreas Aigmüller, deutsch-österreichischer Musiker und Komponist
- 1952: Peter Hahne, deutscher Fernsehjournalist und -moderator

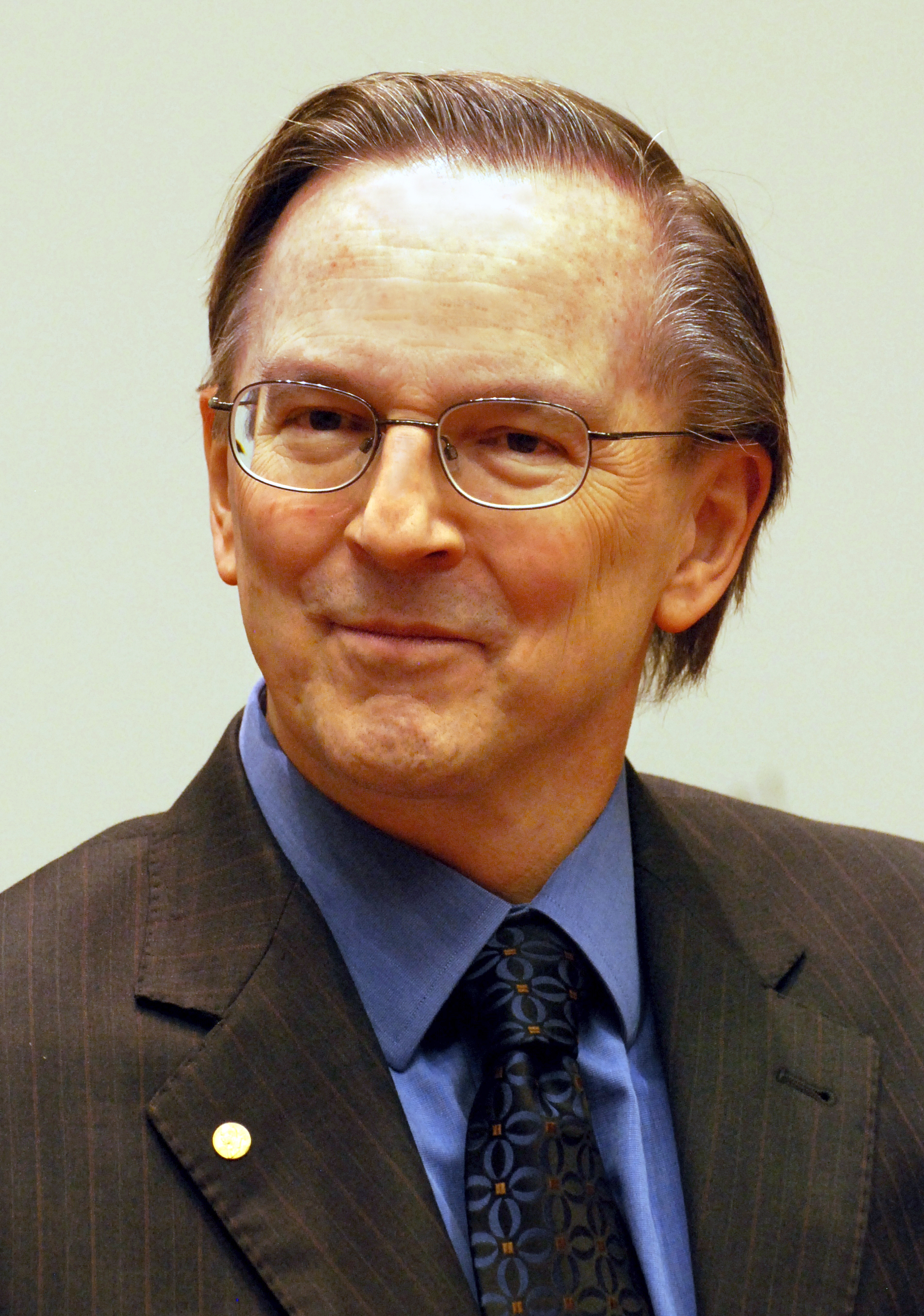
Jack Szostak (* 1952)

- 1952: Jack Szostak, kanadisch-US-amerikanischer Molekularbiologe britisch-polnischer Abstammung, Nobelpreisträger
- 1953: Alan Ames, britischer Prediger
- 1953: David Leslie, britischer Rennfahrer und Fernsehkommentator
- 1954: Debra Armstrong, US-amerikanische Sprinterin
- 1954: Irene Jung, deutsche Historikerin und Archivarin
- 1954: Dietrich Thurau, deutscher Radsportler

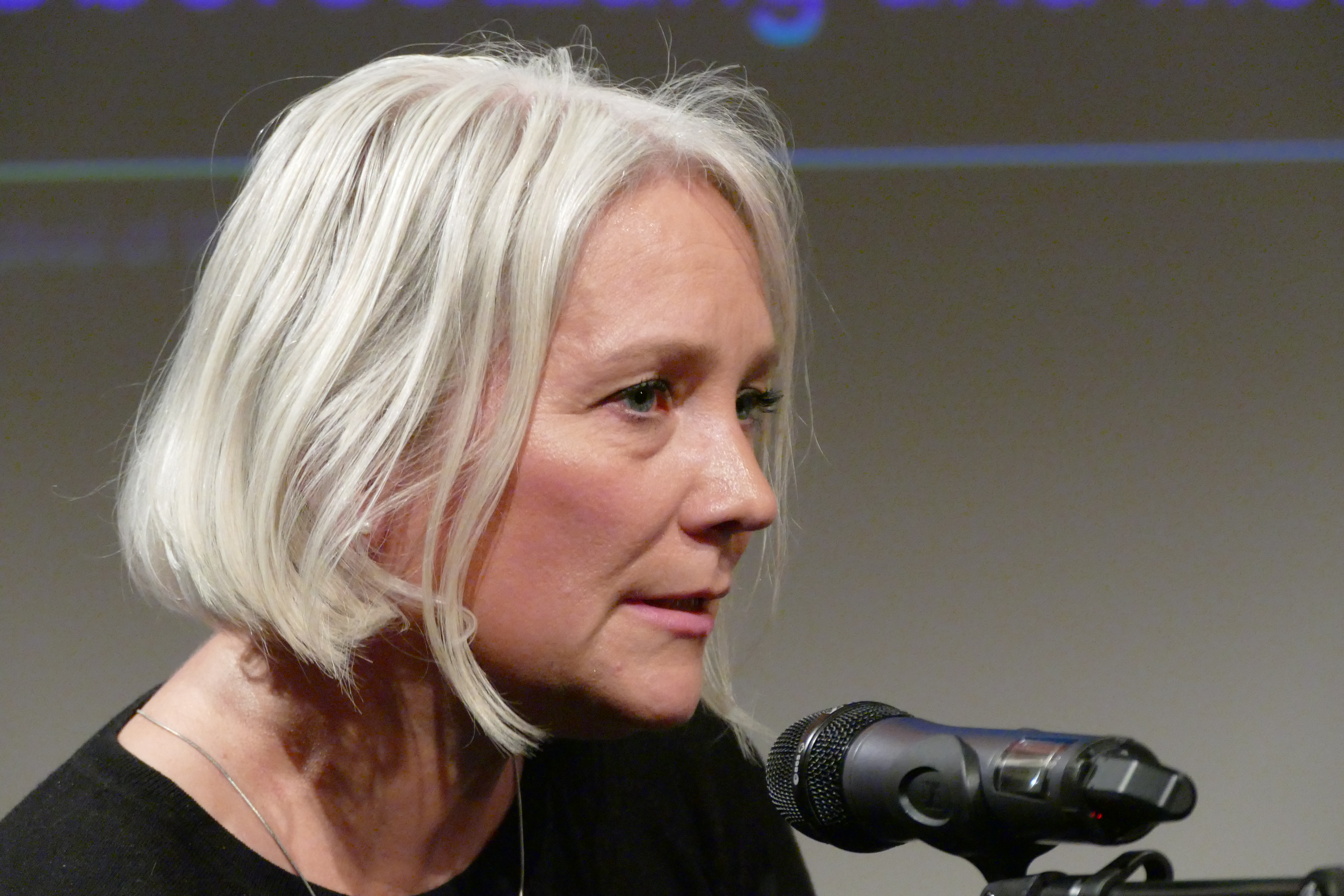
Amalija Maček (* 1971)

- 1955: Fernando Meirelles, brasilianischer Filmregisseur
- 1955: Lars Ulrik Mortensen, dänischer Cembalist und Dirigent
- 1956: Petra Konermann, deutsche Turnerin
- 1958: Eva Herman, deutsche Fernsehmoderatorin und Autorin
- 1959: Thomas Quasthoff, deutscher Bariton
- 1959: Guy Parmelin, Schweizer Politiker, Bundesrat
- 1959: Sito Pons, spanischer Motorradrennfahrer
- 1959: Severin Renoldner, österreichischer Theologe und Politiker, Abgeordneter zum Nationalrat
- 1959: Ulrike Tašić, deutsche Rechtsanwältin
- 1960: Andreas Brehme, deutscher Fußballspieler und -trainer
- 1960: Roland Dickgießer, deutscher Fußballspieler
- 1961: Lutz Schülbe, deutscher Fußballspieler
- 1961: Werner Wölbern, deutscher Schauspieler
- 1962: Sergio Batista, argentinischer Fußballspieler und -trainer, Weltmeister
- 1962: Wolfgang Wendland, deutscher Musiker und Filmemacher, Politiker und Satiriker
- 1963: Biagio Antonacci, italienischer Sänger und Liedermacher
- 1963: Wiktar Babaryka, belarussischer Bankmanager, Politiker und politischer Gefangener
- 1964: Sonja Kirchberger, österreichische Schauspielerin
- 1964ː Simona Postlerová, tschechische Schauspielerin
- 1965: Bryn Terfel, britischer Opernsänger
- 1965: Karoline Eichhorn, deutsche Schauspielerin
- 1966: Ingo Ludwig Frenzel, deutscher Filmkomponist
- 1968: Frank Hengstenberg, deutscher Kommunalpolitiker
- 1968: Axel Schulz, deutscher Boxer
- 1970: Chris Jericho, US-amerikanischer Wrestler und Rockmusiker
- 1970: Susan Tedeschi, US-amerikanische Blues-Gitarristin, Sängerin und Songschreiberin
- 1971: Mauricio Annunziata, argentinischer Komponist und Pianist
- 1971. Amalija Maček, slowenische Literaturübersetzerin, Konferenzdolmetscherin und Translatologin
- 1971: Alexander Mazza, deutscher Moderator und Schauspieler
- 1971: Big Pun, US-amerikanischer Rapper
- 1972: Eric Dane, US-amerikanischer Schauspieler
- 1973: Kofi Ansuhenne, deutscher Musiker, Songschreiber und Musikproduzent
- 1973: Nick Lachey, US-amerikanischer Sänger und Schauspieler
- 1974: Alessandro Del Piero, italienischer Fußballspieler
- 1974: Sven Hannawald, deutscher Skispringer, Weltmeister, Olympiasieger
- 1974: Giovanna Mezzogiorno, italienische Schauspielerin
- 1975: Anke Kortemeier, deutsche Schauspielerin
- 1975: Gareth Malone, britischer Showmaster
- 1975: Henrike Müller, deutsche Politikwissenschaftlerin und Politikerin, MDBB

#### 1976–2000
- 1977: Nadine Schemmann, deutsche Künstlerin
- 1977: Tim Wilhelm, deutscher Fernsehmoderator und Sänger

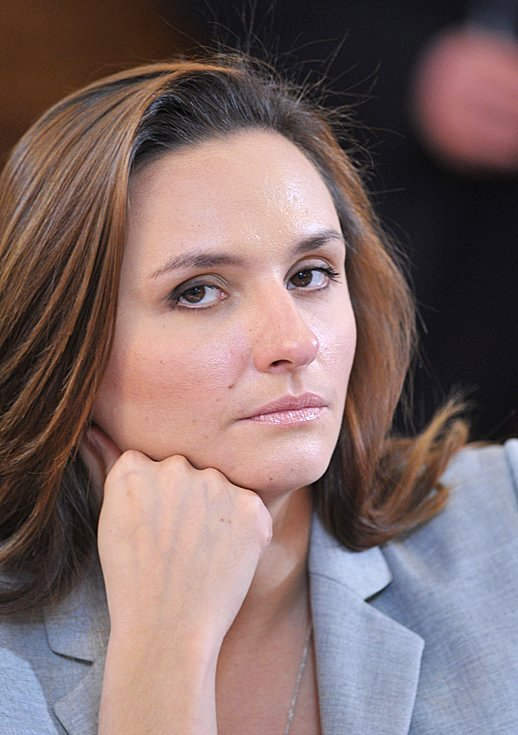
Olga Brusnikina (* 1978)

- 1978: Olga Brusnikina, russische Synchronschwimmerin, Olympiasiegerin
- 1978: Nikolaus Mayr-Melnhof, österreichischer Autorennfahrer
- 1978: Sisqó, US-amerikanischer Sänger
- 1979: Casper Ankergren, dänischer Fußballspieler
- 1979: Caroline Flack, britische Fernsehmoderatorin
- 1979: Marcelina Kiala, angolanische Handballspielerin
- 1981: Florian Ludewig, deutscher Radsportler
- 1981: Christoph Rehage, deutscher Autor
- 1982: Marcus Storey, US-amerikanischer Fußballspieler
- 1982: Massiv, deutsch-palästinensischer Rapper
- 1982: Petra Wimbersky, deutsche Fußballspielerin
- 1983: Adam Balten, deutscher Politiker
- 1983: Eom Tae-goo, südkoreanischer Schauspieler
- 1983: Maike März, deutsche Handballspielerin
- 1983: Maja Włoszczowska, polnische Radrennfahrerin
- 1984: Andrei Olegowitsch Aschmarin, russischer Badmintonspieler
- 1984: Delta Goodrem, australische Musikerin
- 1984: French Montana, US-amerikanischer Rapper und Sänger
- 1986: Elina Andriola, griechische Sportlerin
- 1986: Paula Kalenberg, deutsche Schauspielerin
- 1986: Prince Tagoe, ghanaischer Fußballspieler
- 1987: Jaqueline Anastácio, brasilianische Handballspielerin
- 1987: Mattea Meyer, Schweizer Politikerin
- 1987ː Zahara, südafrikanische Musikerin
- 1987: Francine Zouga, kamerunische Fußballspielerin
- 1988: Analeigh Tipton, US-amerikanische Schauspielerin
- 1989: David Evans, englischer Dartspieler
- 1989: Baptiste Giabiconi, französisches Model
- 1989: Kyle Rudolph, US-amerikanischer American-Football-Spieler
- 1990: Lalawélé Atakora, togoischer Fußballspieler
- 1990: Romain Bardet, französischer Radrennfahrer
- 1990: Olga Gorschenina, russische Handballspielerin
- 1990: Nosa Igiebor, nigerianischer Fußballspieler
- 1991: Čestmír Kožíšek, tschechischer Skispringer
- 1991: Franck Matelli, französischer Autorennfahrer
- 1991: Giovanni Venturini, italienischer Rennfahrer
- 1992: Michelle von Treuberg, deutsche Schauspielerin
- 1993: Halil Akbunar, türkischer Fußballspieler
- 1994: Collin Martin, US-amerikanischer Fußballspieler
- 1995: Oghenekaro Etebo, nigerianischer Fußballspieler
- 1996: Giovanni Lonardi, italienischer Radrennfahrer
- 1999: Karol Sevilla, mexikanische Schauspielerin

### 21. Jahrhundert
- 2000: Fabiano Parisi, italienischer Fußballspieler
- 2001: Luna Schaller, deutsche Schauspielerin

## Gestorben

### Vor dem 16. Jahrhundert
- 0959: Konstantin VII., Kaiser des Byzantinischen Reichs und Autor
- 1034: Oldřich, Fürst von Böhmen
- 1097: Erpho, Bischof von Münster
- 1101: Welf IV., Herzog von Bayern
- 1148: Ari Þorgilsson, isländischer Historiker
- 1187: Song Gaozong, chinesischer Kaiser
- 1208: Sancha von Kastilien, Königin von Aragón
- 1209: Reinher della Torre, Bischof von Chur
- 1261: Sancha von der Provence, französische Adelige und römisch-deutsche Königin
- 1282: Waldemar, Herr zu Rostock
- 1301: Bolko I., Herzog von Schweidnitz-Jauer
- 1317: Manfred, Herzog von Athen
- 1321: Walter Langton, Bischof von Coventry und Lichfield
- 1328: Karl, Herzog von Kalabrien
- 1356: Friedrich, Graf von Freiburg und Landgraf im Breisgau
- 1382: Friedrich II. von Hoym, deutscher Geistlicher, Bischof von Merseburg, Erzbischof von Magdeburg
- 1400: Gerhard von Schwarzburg, deutscher Geistlicher, Bischof von Naumburg und Würzburg
- 1409: Katharina von Nürnberg, Äbtissin des Klosters Hof
- 1417: Yusuf III., maurischer Emir von Granada
- 1456: Ulrich II. von Cilli, letzter gefürsteter Graf von Cilli
- 1471: Cristoforo Moro, Doge von Venedig

### 16. bis 18. Jahrhundert
- 1504: Friedrich I., König von Neapel
- 1520: Joakim Brahe, schwedischer Adeliger und Reichsrat
- 1537: Quirin op dem Veld von Willich, Weihbischof in Köln
- 1541: Caspar Adelmann von Adelmannsfelden, deutscher Humanist und Kanoniker
- 1545: Pietro Lando, 78. Doge von Venedig
- 1605: Handan Sultan, Gemahlin des osmanischen Sultans Mehmed III.
- 1612: Paul Jenisch, deutscher Pädagoge und Theologe
- 1618: Ehrenfried von Kuenburg, Bischof von Chiemsee
- 1629: Kaspar Kellermann, Opfer der Hexenverfolgungen in Sundern
- 1630: Tōdō Takatora, japanischer Feudalfürst
- 1636: Karl der Ältere von Žerotín, böhmisch-mährischer Politiker und Schriftsteller
- 1639: Sixtinus Amama, niederländischer Theologe und Orientalist
- 1641: Ferdinand von Spanien, spanischer Kardinal und Feldherr
- 1650: Claude de Mesmes, französischer Diplomat
- 1651: Francesco Carretto de Grana, kaiserlicher Feldmarschall, Kämmerer, Hofkriegsrat und Botschafter
- 1651: Jan Cornelisz Geelvinck, Amsterdamer Großhändler und Regent
- 1662: Giovanni Francesco Romanelli, italienischer Maler
- 1677: Aert van der Neer, niederländischer Landschaftsmaler
- 1685: Louis Armand I. de Bourbon, Fürst von Conti
- 1693: Cornelis Ryckwaert, niederländischer Baumeister
- 1697: Louis d’Anglure de Bourlemont, französischer Jurist, Diplomat und Erzbischof
- 1713: Armand-Charles de La Porte, Herzog von Mazarin, von Meilleraye und von Mayenne
- 1714: Ferdinand Christoph Harpprecht, württembergischer Rechtswissenschaftler
- 1727: Giambattista Ragusa, sizilianischer Bildhauer
- 1749: Gaspar da Costa, Anführer der Topasse in Westtimor
- 1753: Karl August, Fürst von Nassau-Weilburg
- 1764: Petrus Wesseling, deutscher Philologe und Rechtswissenschaftler
- 1765: Josip Kazimir Drašković von Trakošćan, kroatischer Adliger und General der österreichischen Reichsarmee
- 1770: John Campbell, 4. Duke of Argyll, schottischer Adeliger, General und Politiker
- 1771: Ludwig Debiel, österreichischer Jesuit und Theologe
- 1782: Anna Dorothea Therbusch, deutsche Malerin
- 1790: Horatio Sharpe, britischer Kolonialgouverneur von Maryland
- 1799: Juliane von Hessen-Philippsthal, Regentin von Schaumburg-Lippe

### 19. Jahrhundert
- 1809: Paul Sandby, britischer Maler
- 1825: Friedrich Hellwig, deutscher Sänger, Schauspieler und Regisseur
- 1830: Jan Śniadecki, polnischer Mathematiker und Astronom
- 1835: José Ignacio de Gorriti, argentinischer Militär und Politiker
- 1838: Friedrich Carl Gröger, deutscher Porträtmaler und Lithograf
- 1840: Karl Heinrich von Gros, deutscher Jurist und Hochschullehrer

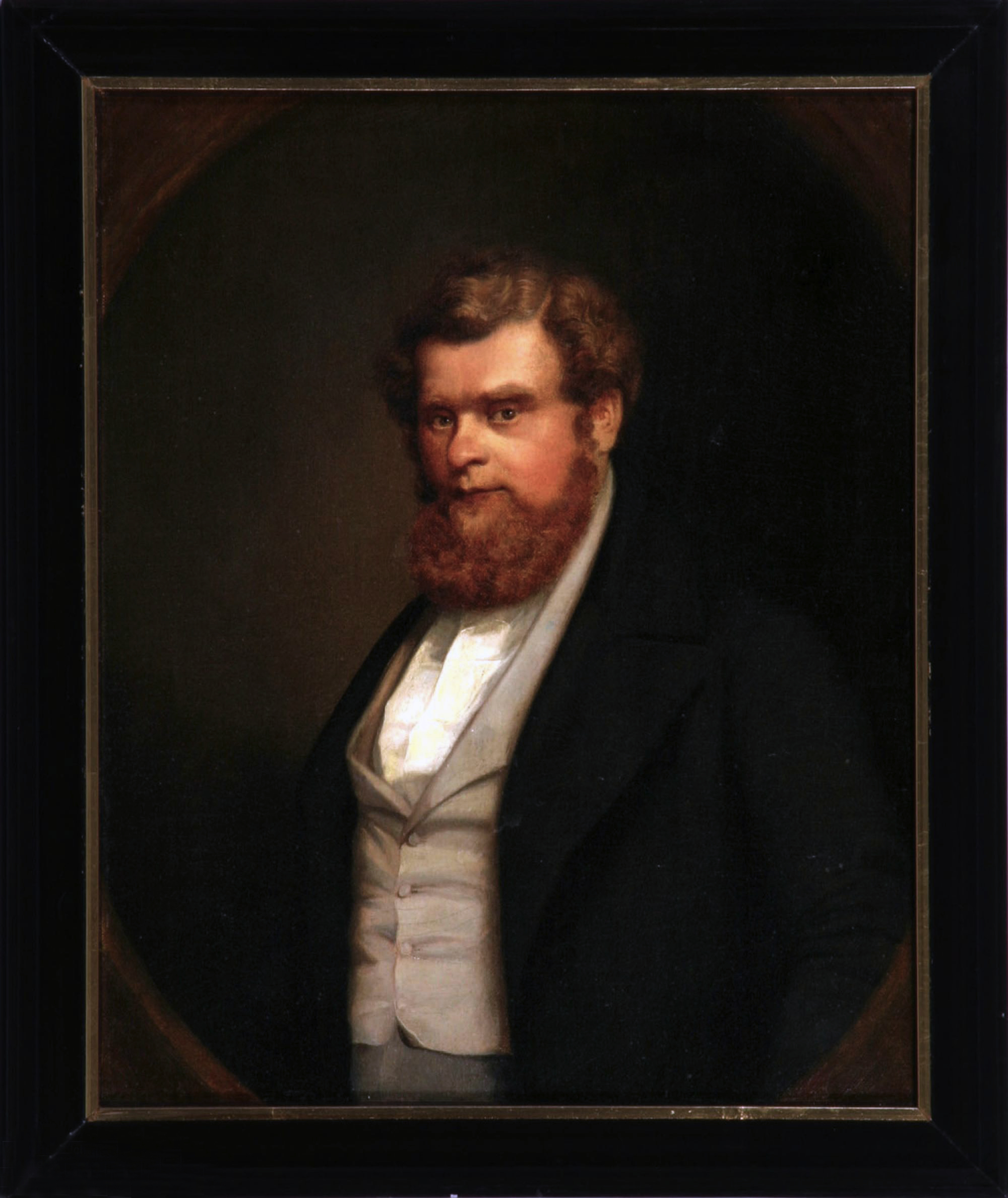
Robert Blum († 1848)

- 1841: Jean Victor Audouin, französischer Naturforscher, Entomologe und Ornithologe
- 1848: Robert Blum, deutscher Politiker und Revolutionär
- 1854: Elizabeth Schuyler Hamilton, US-amerikanische Philanthropin
- 1856: John Middleton Clayton, US-amerikanischer Politiker
- 1856: Friedrich von Klinckowström, preußischer Gutsbesitzer und Politiker
- 1858: Karl Holz, österreichischer Violinist
- 1868: John Mercer Johnson, britisch-kanadischer Politiker
- 1876: Édouard Baptiste, französischer Komponist, Organist und Musikpädagoge
- 1876: Friedrich Ritschl, deutscher Philologe
- 1884: Moritz Kässmayer, österreichischer Violinist, Dirigent und Komponist
- 1888: Mary Jane Kelly, wahrscheinlich letztes Opfer von Jack the Ripper
- 1890: Johann Theodor Friedrich Avé-Lallemant, deutscher Musiklehrer, Musikkritiker und Musikschriftsteller
- 1891: Christian Wilhelm Bernhardt, deutscher Pädagoge und Heimatforscher
- 1893: Hermann August Hagen, deutscher Entomologe
- 1895: Louis-Joseph-Marie-Ange Vigne, französischer Geistlicher und römisch-katholischer Erzbischof von Avignon
- 1896: Emil Frommel, deutscher Theologe und Volksschriftsteller
- 1898: Robert Franklin Armfield, US-amerikanischer Politiker
- 1898ː Gertrud Pfander, Schweizer Schriftstellerin
- 1899: Luzius Raschein, Schweizer Landwirt, Jurist und Politiker

### 20. Jahrhundert

#### 1901–1950
- 1901: Halil Rifat Pascha, Großwesir des Osmanischen Reiches
- 1903: Montagu Corry, 1. Baron Rowton, britischer Politiker und Philanthrop
- 1906: Gustav Augspurg, deutscher Rechtsanwalt und Politiker
- 1906: Dorothea Beale, englische Mathematikerin, Hochschullehrerin und Bildungsreformerin
- 1918: Guillaume Apollinaire, französischer Dichter
- 1918: Albert Ballin, deutscher Reeder
- 1919: Eduard Müller, Schweizer Politiker
- 1920: Bruno Topff, deutscher Uniformschneider und Marinesoldat
- 1923: Charles Ruffell, britischer Leichtathlet
- 1926: Fedor Encke, deutscher Porträt- und Genremaler
- 1926: Karl Ernst Ranke, deutscher Internist
- 1931: Heinrich Albrecht, deutscher Sozialpolitiker und Wohnungsreformer
- 1932: Johannes Henricus Zaaijer, niederländischer Mediziner
- 1933: Scipione, italienischer Maler und Schriftsteller
- 1935: Walter L. Fisher, US-amerikanischer Rechtsanwalt und Politiker, Innenminister
- 1937: James Ramsay MacDonald, britischer Politiker und Premierminister
- 1938: Ernst Eduard vom Rath, deutscher Diplomat
- 1938: Wassili Konstantinowitsch Blücher, sowjetischer Militär
- 1940: Neville Chamberlain, britischer Politiker
- 1942: Ernest Chuard, Schweizer Politiker
- 1943: Johann Auinger, österreichischer Politiker
- 1943: Hermann Lemp, deutscher Moderner Fünfkämpfer
- 1944: Miklós Radnóti, ungarischer Dichter
- 1945: Frank Hutchison, US-amerikanischer Old-Time-Musiker
- 1949: Louis Arnould, französischer Romanist und Französist
- 1949: Gautam, Bildhauer und Grafiker, geb. Nöldemann

#### 1951–1975
- 1952: Chaim Weizmann, israelischer Politiker und Staatspräsident
- 1953: Abd al-Aziz ibn Saud, saudischer König
- 1953: Dylan Thomas, britischer Schriftsteller
- 1957: Jacques Rouché, französischer Herausgeber und Operndirektor
- 1958: Georg Wille, deutscher Cellist und Pädagoge
- 1959: Ramón Cabanillas, spanisch-galicischer Schriftsteller
- 1961: Antoon Coolen, niederländischer Schriftsteller und Journalist
- 1961: Leo Lania, jüdischer russisch-österreichisch-US-amerikanischer Journalist und Schriftsteller
- 1963: Antonio Farage, syrischer Titularerzbischof und Patriarchalprokurator
- 1964: Cecília Meireles, brasilianische Lyrikerin und Journalistin
- 1966: Daniel Edwin Rutherford, britischer Mathematiker
- 1966: Hans Jürgen von der Wense, deutscher Schriftsteller, Übersetzer, Fotograf, Künstler und Komponist
- 1967: Charles Bickford, US-amerikanischer Schauspieler
- 1968; Georges Delaroche, französischer Autorennfahrer
- 1969: Valentine Ackland, britische Dichterin
- 1970: Charles de Gaulle, französischer General und Staatspräsident
- 1972: Max Hommel, Präsident der Eidgenössischen Bankenkommission
- 1973: Apostol Karamitew, bulgarischer Schauspieler
- 1974: Gitta Lind, deutsche Schlagersängerin
- 1974: Holger Meins, deutscher Terrorist (RAF)
- 1974: Paul Weitkus, deutscher Generalmajor
- 1974: Egon Wellesz, österreichisch-britischer Komponist und Musikwissenschaftler
- 1975: Paul Hatvani, österreichischer Schriftsteller, Chemiker und Übersetzer
- 1975: Anke Kortemeier, deutsche Schauspielerin, Moderatorin und Synchronsprecherin

#### 1976–2000
- 1976: Gottfried von Cramm, deutscher Tennisspieler
- 1976: Rosina Lhévinne, russisch-US-amerikanische Pianistin
- 1977: Gertrude Astor, US-amerikanische Schauspielerin

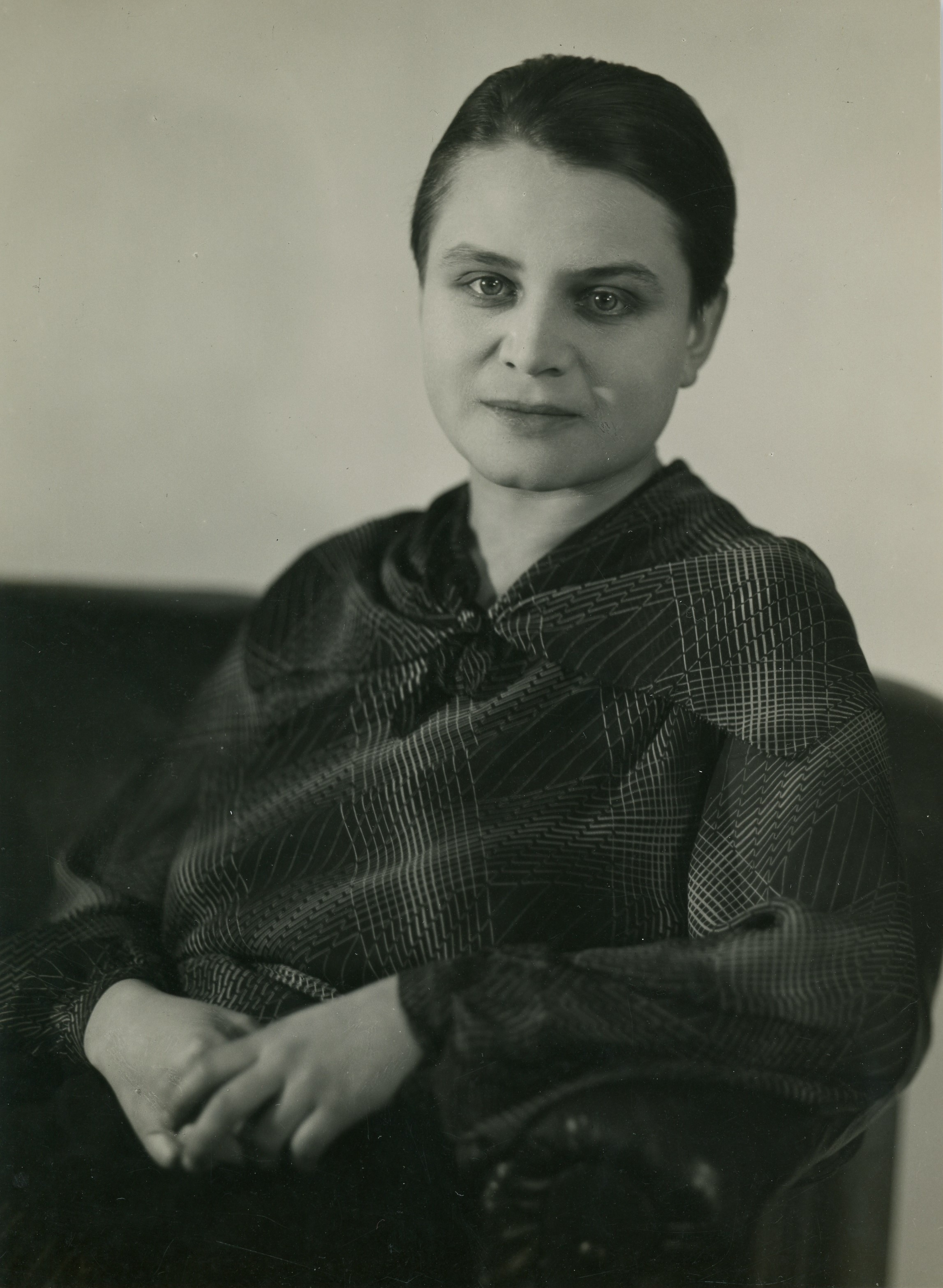
Toyen († 1980)

- 1978: Paul Rolland, US-amerikanischer Musikpädagoge und Bratschist
- 1978: Otto Siegl, österreichischer Komponist
- 1978: Miguelito Valdés, kubanischer Sänger, Bandleader und Schauspieler
- 1980: Fritz Lattke, deutscher Maler
- 1980: Toyen, eigentlich Marie Čermínová, tschechische surrealistische Malerin, Zeichnerin und Grafikerin, Vertreterin des Poetismus
- 1980: Andreas Paul Weber, deutscher Lithograph, Zeichner und Maler
- 1981: Rolf von Goth, deutscher Schauspieler und Hörspielregisseur
- 1981: Wolfgang Krebs, deutscher Geologe und Hochschullehrer
- 1982: Emil Bettgenhäuser, deutscher Politiker
- 1984: Hans Petersson, deutscher Mathematiker
- 1985: Marie-Georges Pascal, französische Schauspielerin
- 1988: Yves Baudrier, französischer Komponist
- 1988: Clarke Hinkle, US-amerikanischer American-Football-Spieler
- 1989: Horst Kretzschmar, deutscher Lehrer und Diplom-Sozialpädagoge
- 1990: Hugh MacLennan, kanadischer Schriftsteller, Essayist und Professor

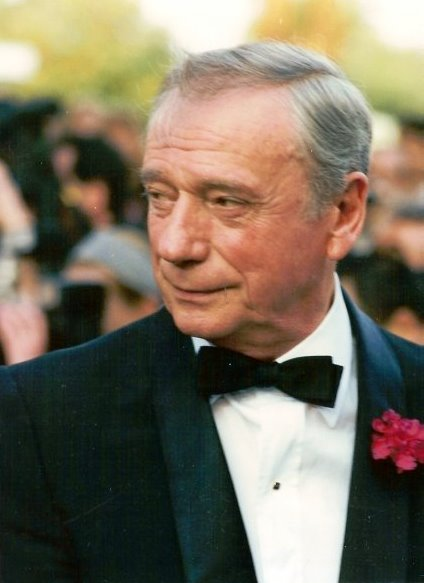
Yves Montand († 1991)

- 1991: Yves Montand, französischer Schauspieler und Chansonnier
- 1992: Berthold Altmann, deutscher Jurist
- 1992: Erich Angermann, deutscher Historiker
- 1993: Ross Andru, US-amerikanischer Comiczeichner und Verlagsredakteur
- 1993: Stanley Myers, britischer Komponist
- 1995: Alessandro Cicognini, italienischer Filmkomponist
- 1997: Helenio Herrera, argentinischer Fußballtrainer
- 1999: Herbert C. Abramson, US-amerikanischer Musikproduzent
- 1999: José de Jesús Aguilera Rodríguez, mexikanischer Bischof
- 1999: Claude Ballot-Léna, französischer Autorennfahrer
- 2000: Sherwood Johnston, US-amerikanischer Autorennfahrer
- 2000: Hermann Lindner, deutscher Maler und Grafiker

### 21. Jahrhundert

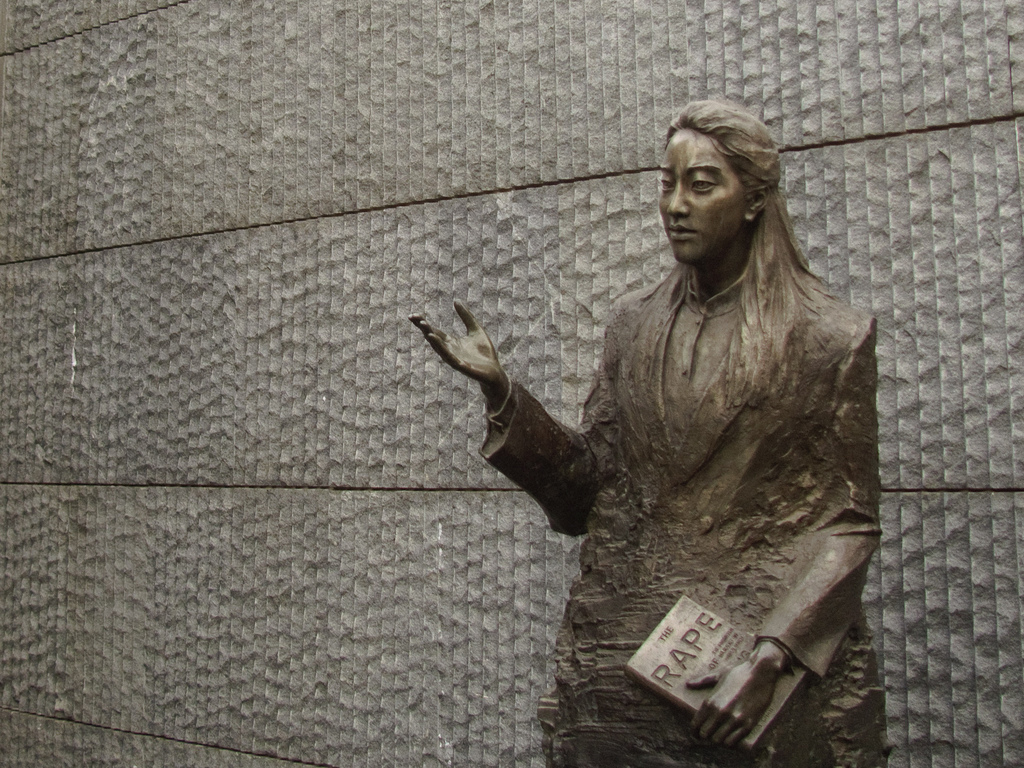
Iris Chang († 2004)

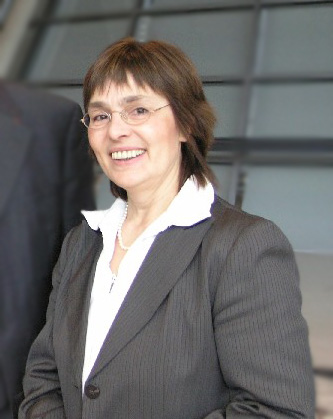
Dagmar Schmidt († 2005)

- 2002: Adrian Aeschbacher, Schweizer Pianist
- 2002: Heinrich Schiemann, deutscher Wissenschaftsjournalist
- 2003: Stephen A. Benton, US-amerikanischer Physiker
- 2003: Art Carney, US-amerikanischer Schauspieler
- 2003: Mario Merz, italienischer Künstler
- 2004: Iris Chang, US-amerikanische Schriftstellerin
- 2004: Emlyn Hughes, englischer Fußballspieler
- 2004: Stieg Larsson, schwedischer Journalist und Schriftsteller
- 2005: Stephen McGill, britischer Geistlicher, Bischof von Argyll and the Isles und von Paisley
- 2005: Kocheril Raman Narayanan, indischer Politiker, Staatspräsident
- 2005: Dagmar Schmidt, deutsche Politikerin, MdB
- 2005: Alfred Söllner, deutscher Rechtswissenschaftler, Richter des Bundesverfassungsgerichts
- 2005: Wilhelm Walcher, deutscher Physiker
- 2006: Willi R. Aengevelt, deutscher Immobilienmakler
- 2006: Ed Bradley, US-amerikanischer Journalist
- 2006ː Ingrid Sander, deutsche Filmregisseurin, Drehbuchautorin und Filmeditorin
- 2006: Markus Wolf, deutscher Leiter der Auslandsaufklärung der DDR
- 2008: Ralph Heid, Schweizer Xylophonvirtuose
- 2008: Amrozi bin Nurhasyim, indonesischer Terrorist
- 2009: Ib Olsen, dänischer Ruderer
- 2010ː Elizabeth Carnegy, Baroness Carnegy of Lour, britische Landwirtin, Akademikerin und Politikerin (Conservative Party)

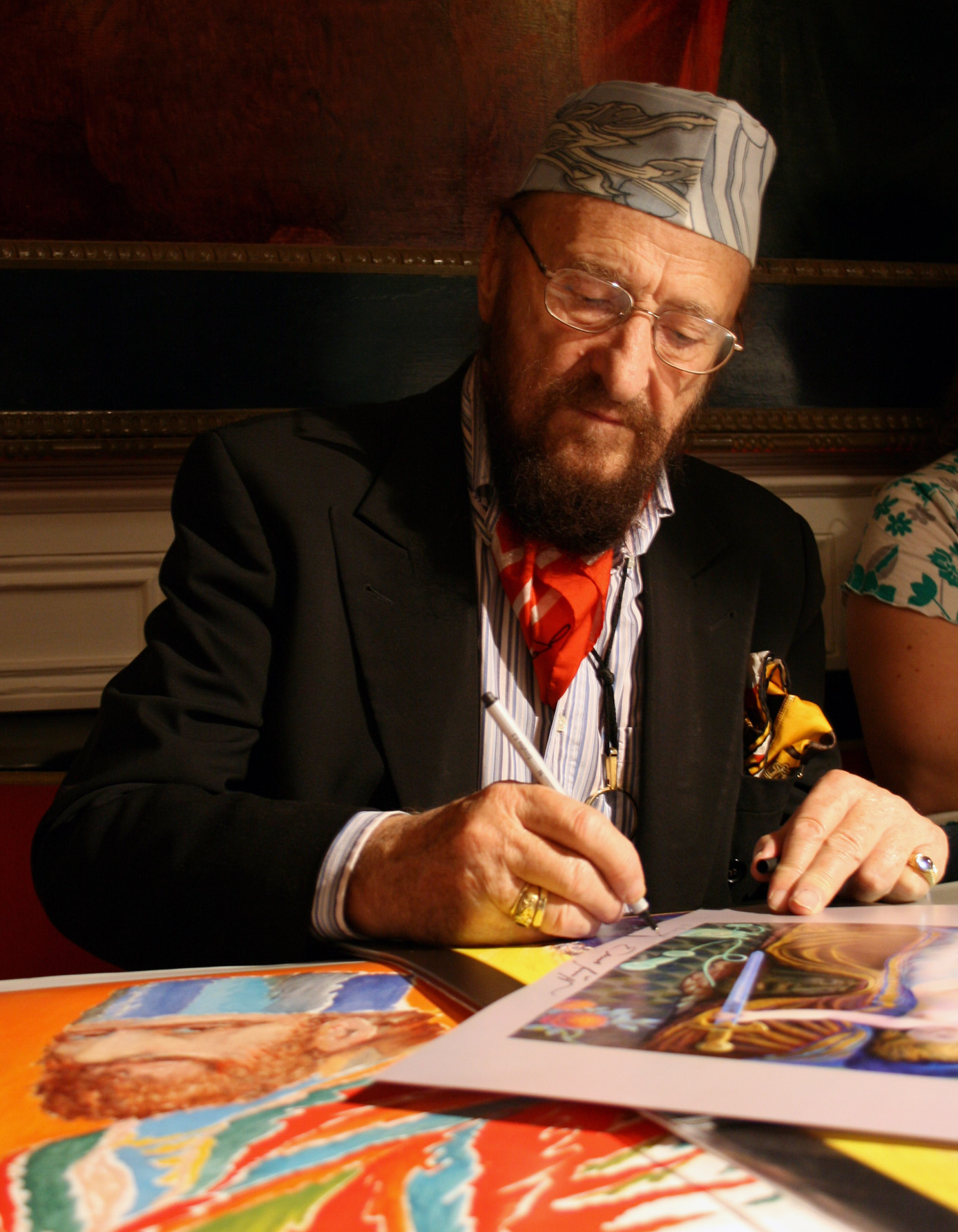
Ernst Fuchs († 2015)

- 2010: Vitus B. Dröscher, deutscher Sachbuchautor
- 2011: Har Gobind Khorana, indisch-US-amerikanischer Molekularbiologe und Nobelpreisträger
- 2012: Joseph D. Early, US-amerikanischer Politiker, Mitglied des Repräsentantenhauses
- 2012: Major Harris, US-amerikanischer Soul-Sänger
- 2012: Sergei Nikolski, russischer Mathematiker
- 2013: Helen Eadie, britische Politikerin
- 2013: Filip Müller, slowakischer Überlebender des Sonderkommandos im KZ Auschwitz-Birkenau
- 2013: Georg P. Salzmann, deutscher Büchersammler
- 2014: Stefano Mingardo, italienischer American-Football-Spieler und Schauspieler
- 2014: Joe Walsh, irischer Politiker, Minister
- 2015: Ernst Fuchs, österreichischer Maler und Grafiker
- 2015: Allen Toussaint, US-amerikanischer Musiker und Produzent
- 2017ː Ev Grüger, vielseitige deutsche Künstlerin
- 2017: John Hillerman, US-amerikanischer Schauspieler
- 2020: Amadou Toumani Touré, malischer Politiker, Staatspräsident
- 2021: Erika Fisch, deutsche Leichtathletin
- 2021: John Kinsella, irischer Komponist
- 2021: Loucif Hamani, algerischer Boxer
- 2022: Gal Costa, eigentlich Maria da Graça Costa Penna Burgos, brasilianische Sängerin, Komponistin und Multiinstrumentalistin
- 2022: Hans-Joachim Klein, deutscher Terrorist der 1970er-Jahre
- 2022: Werner Schulz, deutscher Politiker, Abgeordneter der Volkskammer, MdB, MdEP
- 2022: John Webb, britischer Geher
- 2024ː Katharina Copony, österreichische Filmemacherin
- 2024ː Judith Jamison, US-amerikanische Tänzerin und Choreografin
- 2024ː Ella Jenkins, US-amerikanische Folksängerin

## Feier- und Gedenktage
- Kirchliche Gedenktage
  - Emil Frommel, deutscher Pfarrer und Schriftsteller (evangelisch)
  - Weihetag der Lateranbasilika (katholisch)

- Namenstage
  - Roland, Theodor

- Staatliche Feier- und Gedenktage
  - Kambodscha: Unabhängigkeit von Frankreich (1953)

- Weitere Informationen zum Tag
  - Europa: Tag der Erfinder

Weitere Einträge enthält die Liste von Gedenk- und Aktionstagen.